# Палац Тульґарн (Швеція)
Палац Тульґарн — королівський замок у Тульґарнсвікені в парафії Геле, на південь від Седертельє в ландскопі Содермаланд. Місце датується 13 століттям. Перша споруда, схожа на замок, називалася Стуреборґен і була побудована в кінці 16 століття. Нинішній замок був побудований за ініціативою Магнуса Юліуса Делагарді і був завершений у 1727.
Замок Тульґарн і кілька будівель довкола нього є державною пам'яткою з 1935. Палац входить до одинадцяти королівських замків у Швеції. Він належить шведській державі та управляється Шведським агентством нерухомості, а король Карл XVI Густав володіє правом розпорядження його територією.
Замок відкритий для відвідування у зв'язку з екскурсіями.

## Перша згадка
Тульґарн (Tullegarti) вперше згадується в папській буллі, датованій 1262 роком. Назва «Tullgarn» («митна пряжа») не має нічого спільного з «митною», а походить від «тюлю», соснового гаю, а «пряжа» — це назва вузької бухти.
У 15 ст. Тульґарн складався з села з шістьма фермами. Першим, ймовірно, відомим власником замку був Торд (Рьоріксон) Бонде і його син, лицар Кнут Тордсон Бонде. Він подарував його в 1408 своїй дружині Марґареті Карлсдоттер.

## Перший замок

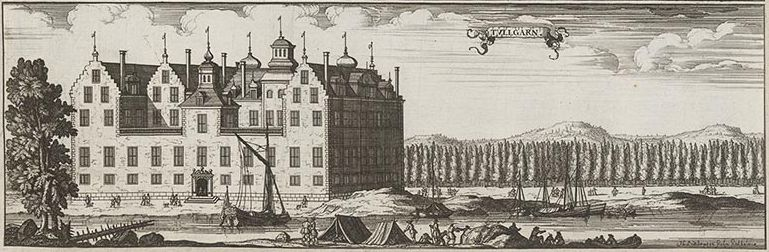
Старий замок, Швеція давня і сучасна 1686.

Оригінальний замок був побудований за ініціативою Карла Стуре. Замок Стуреборґен був розміщений на дальньому кінці гірського мису в Тульґарнсвікені і був побудований в епоху Відродження за часів правління Карла IX Вази, ймовірно, близько 1600.
У середині 17 століття він складався з більшого головного будинку на три поверхи з двома круглими і квадратними вежами. З головного корпусу виходило два крила. Потім вони з'єдналися з іншою будівлею, що призвело до утворення внутрішнього двору посередині. Зовнішній вигляд замку відомий із зображення у книзі Швеція давня і сучасна на основі моделі Еріка Дальберґа 1686 року.
За часів графа Пер Ларсона Спарре замок Тульґарн був відремонтований і, серед іншого, отримав новий дах. У 1685 він дістався Акселю Юдіусу Делагарді а граф Спарре забрав із собою все, що можна було забрати. Це означало, що Аксель Юліус Делагарді повинен був оновити замок. Тоді палац Тульґарн залишався відносно недоторканим і навіть пережив російське спустошення 1719 завдяки військовому списку П. Шарфа.

## Нинішній замок

### 18 століття

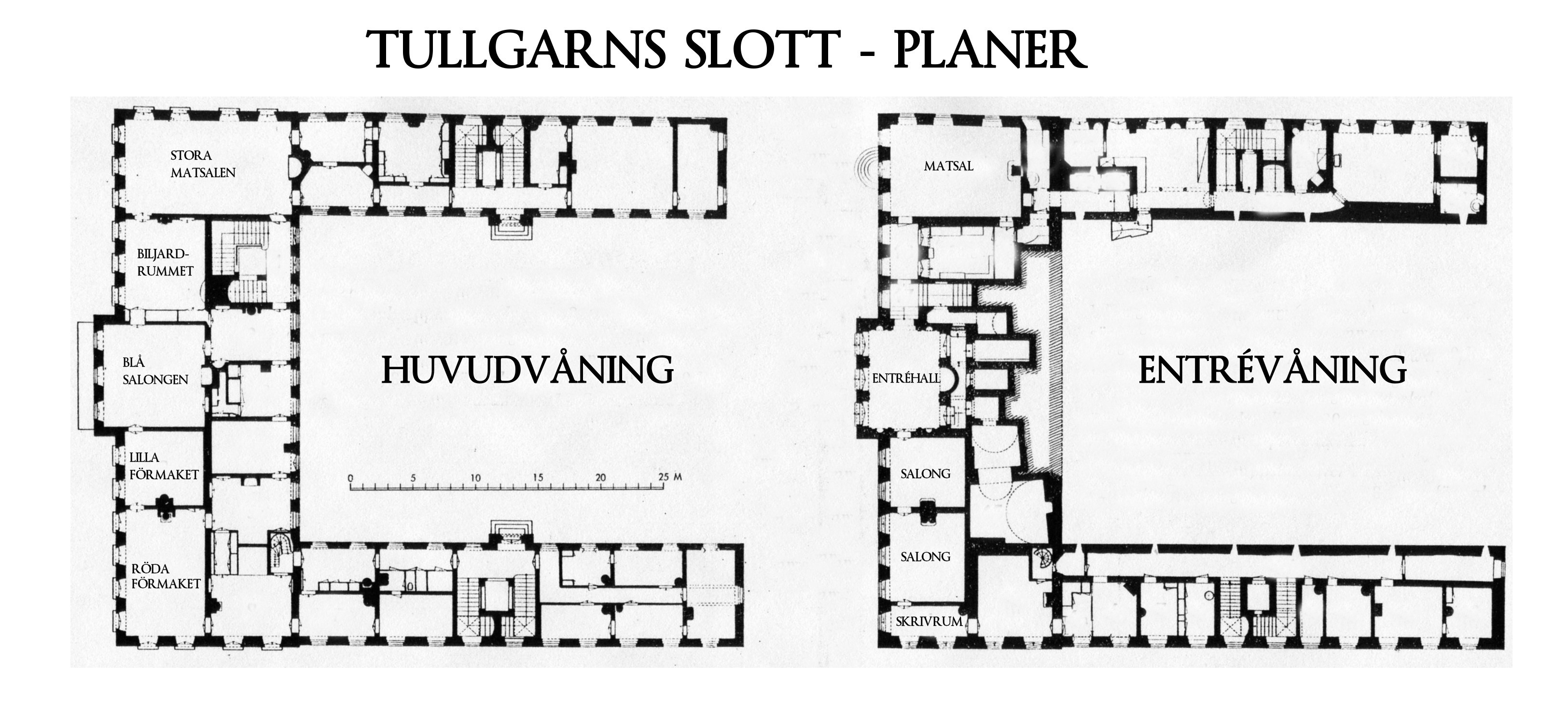
Два основних плани замку, огляд 1930-х.

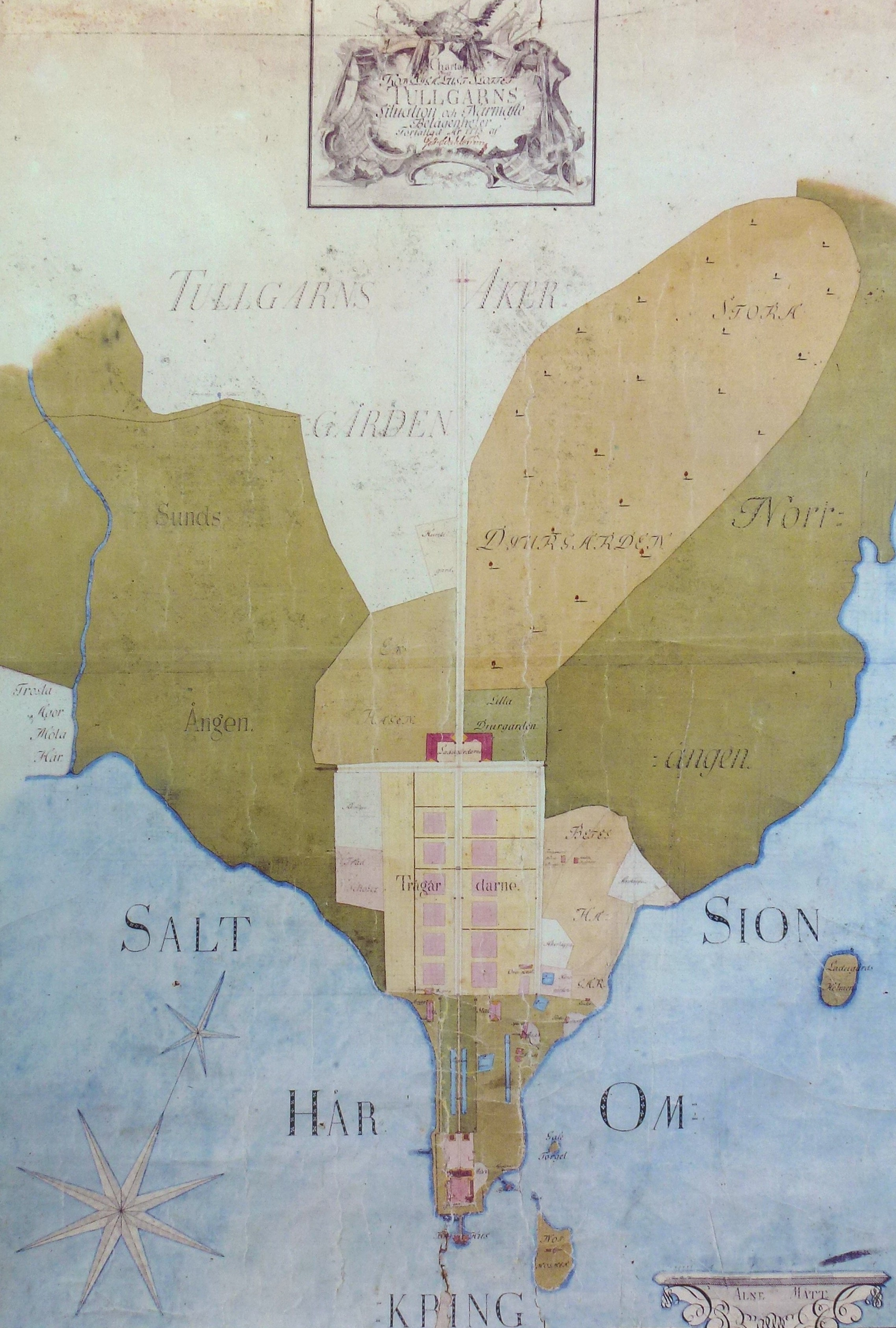
Карта замку Тульґарн та околиць, 1773.

У 1713 граф Магнус Юліус Делагарді заволодів старим замком, який успадкував від свого батька Акселя Юліуса. Тоді палац був застарілим і в поганому стані. Завдяки шлюбу з Гедвіґ Катаріною Ліллі, Магнус Юліус Делагарді мав у своєму розпорядженні значні статки, що дало йому можливість побудувати абсолютно новий замок. Чи був старий замок повністю знесений, неясно, але, ймовірно, від попередньої будівлі залишилося лише кілька фундаментних стін і підвальних приміщень.
Останні дослідження показують, що в нинішній будівлі може бути ще більше будівельних частин зі Стуреборґена. Наприклад, три корпуси (головний корпус і флігелі) мають різну конструкцію та технологію кладки. Довжина і ширина крил також різняться. Сліди в шарі штукатурки основної будівлі, а також інші внутрішні сліди вказують на те, що нинішня форма плану може мати більш раннє походження.
Під час будівельних робіт було найнято низку видатних стокгольмських майстрів, які разом з інженером-фортифікатором і архітектором Джозефом Ґабріелем Дестейном побудували новий замок між 1720 і 1727 роками. Будівля складається з основного корпусу 43 метрів завдовжки і 15 метрів завширшки. З нього виходять два восьмиметрові крила, які утворюють відкритий двір на південь і Ґялеф'ярден. Основна будівля зведена на три поверхи з мебльованою мансардою, фліґелі містять два поверхи за рахунок нахилу місцевості. Спочатку дахи, ймовірно, були зроблені як садибні або ламані (мансарда). Сучасний дизайн даху з балюстрадою був доданий під час ремонту близько 1800 р.
У 1772 замок Тульґарн був куплений державою і став королівським замком для розваг. Тульґарн сьогодні характеризується своїм неокласичним інтер'єром, який було додано в другій половині 18 століття, коли молодший брат Густава III, герцог Фредрік Адольф, отримав королівське право розпорядження замком. Інтер'єри Фредріка Адольфа є одними з найкращих густавіанських інтер'єрів у Швеції. Відповідальними за дизайн були брати Луї Масрельє і Жан Батист Масрельє, Пер Люнг і Ернст Філіп Томан, а також придворний художник Андерс Гультгрен. Брати Масрелієз майже одночасно працювали над внутрішніми роботами для павільйону Густава III в Гаґапаркені.

### 19 століття
За Фредріка Адольфа були підняті флігелі, які тоді мали пласкі дахи з балюстрадами. Для цієї реконструкції, яка була проведена на початку 19 століття, існує велика документація у вигляді акварелей і малюнків, виконаних Андерсом Гультґреном та Ернстом Філіпом Томаном, які в хронологічному порядку показують різні етапи будівництва. Вони, очевидно, були складені як своєрідні звіти про роботу герцогу Фредріку Адольфу, який тоді перебував за кордоном. Унікальна серія зображень відноситься до фідеїкоміс-бібліотеки роду Стенбок (нині зберігається в Скандинавському музеї). Фредріку Адольфу так і не вдалося побачити готовий результат в реальному житті. Він помер у грудні 1803 в Монпельє, Франція.

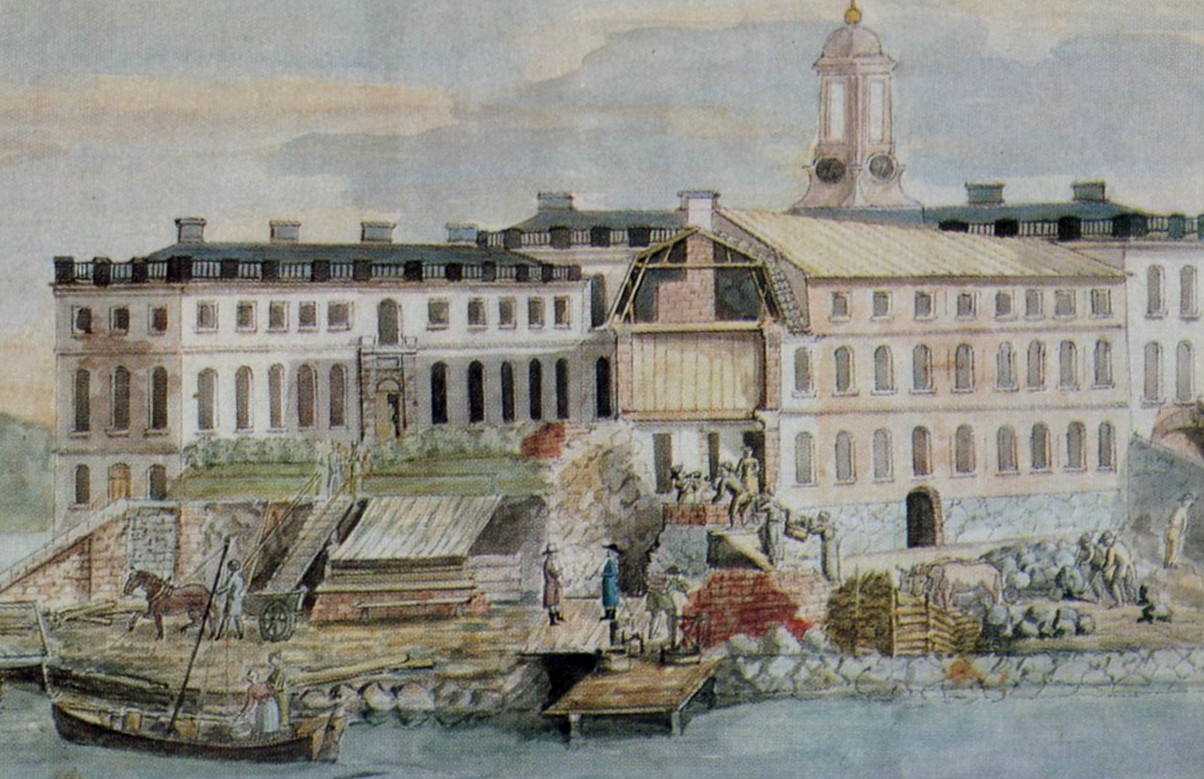
Палац, перебудований у травні 1802.
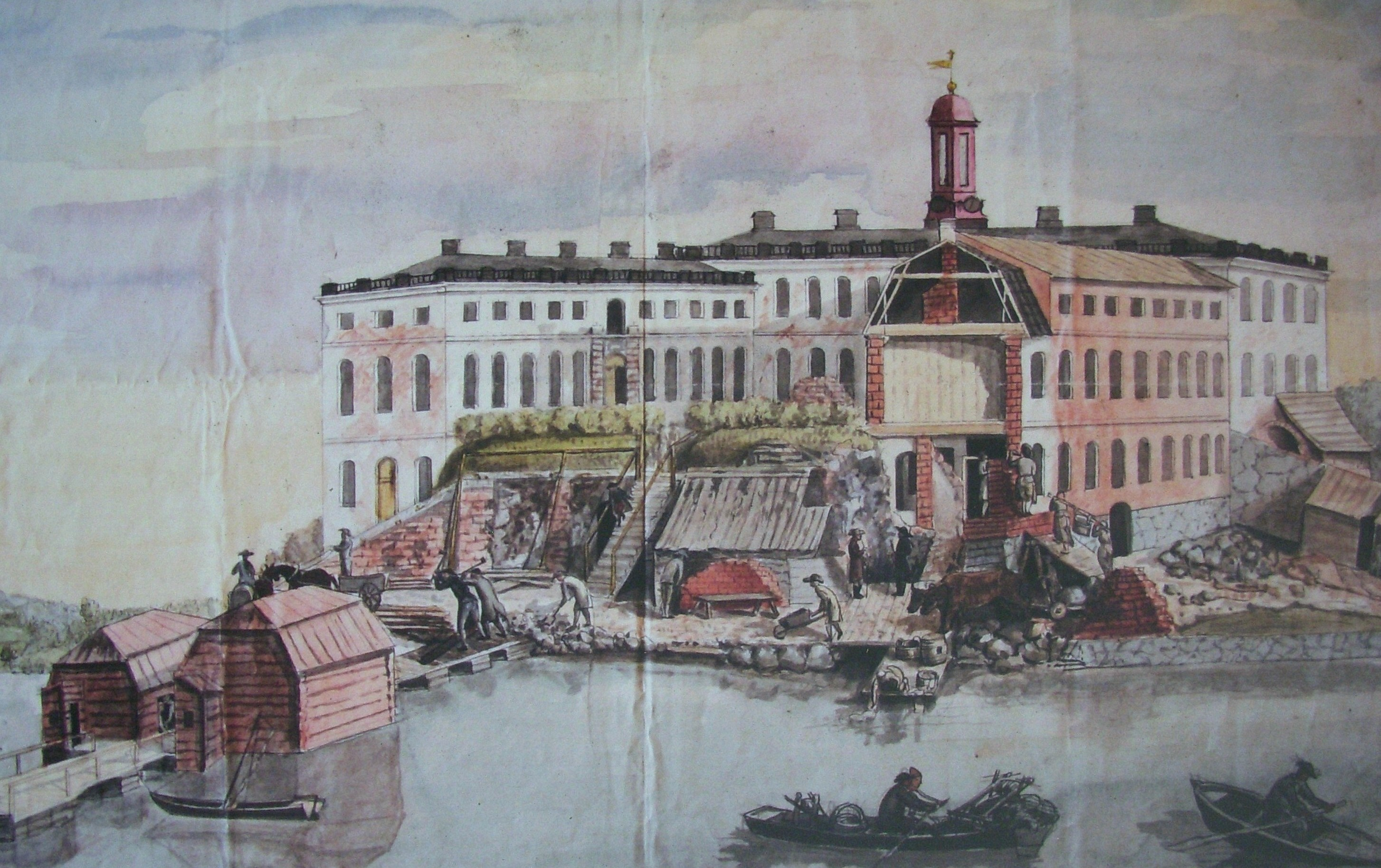
Перебудова 29 травня 1802.
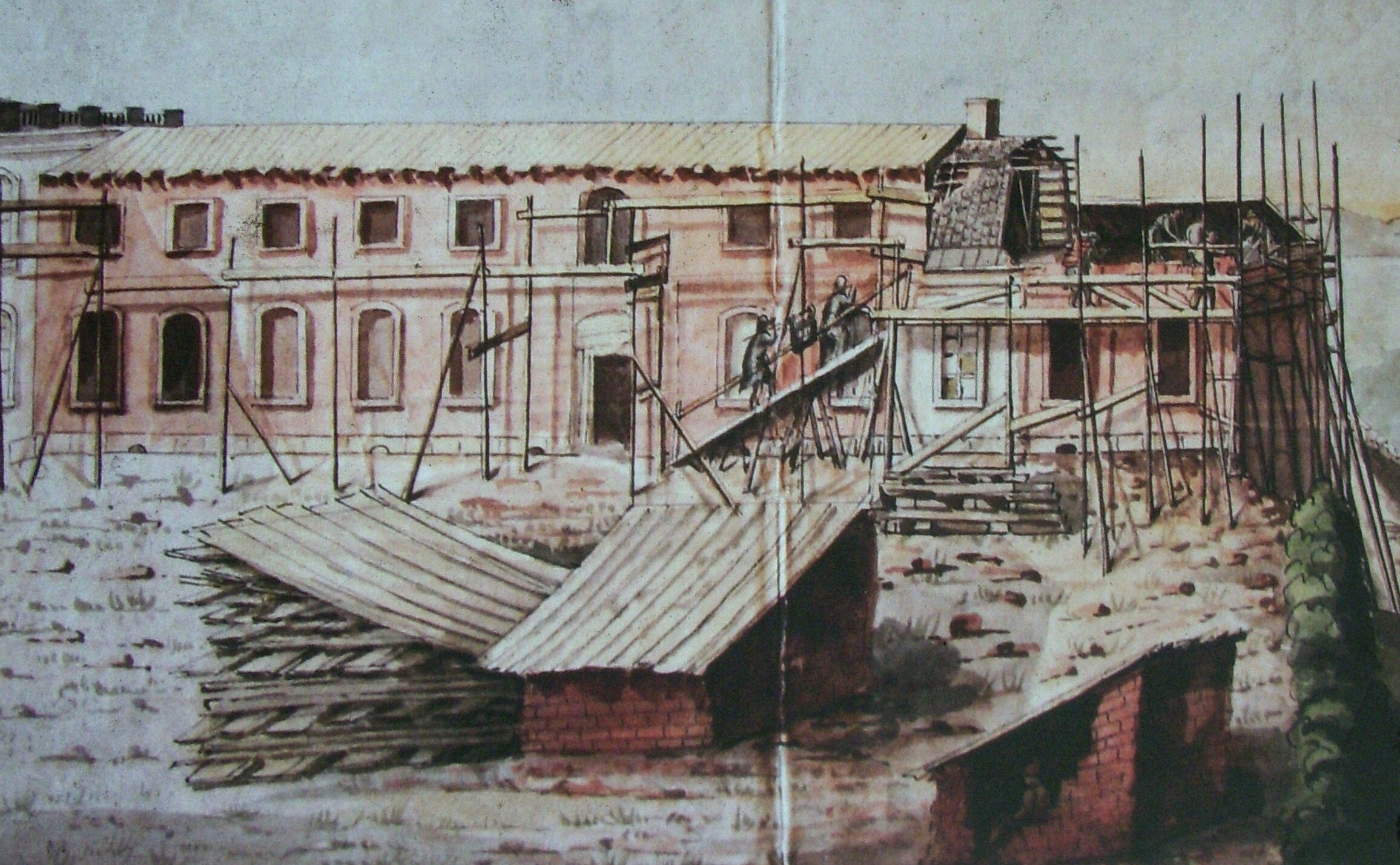
Восени 1802 або навесні 1803.

Після смерті Фредріка Адольфа замок відійшов до королівства і стояв порожнім до 1805. Його сестра, Софія Альбертина Шведська, тимчасово переїхала до Тульґарна, і в 1807 отримала право користуватися замком, де потім проводила все літо до своєї смерті в 1829. У 1818 Риксдаг вирішив, що Тульґарн перейде до наслідного принца Оскара (пізніше Оскар I) після смерті Софії Альбертини. У 1830—1859 роках Оскар I мав у своєму розпорядженні замок, зробивши в ньому ремонт. Оскар I озвучив навіть На пляжі на Ботгольмені він також спроєктував причал і лазню. Згодом лазню замінив на дві лазні Густав V.
Протягом цього часу королівська пара майже кожного літа залишалася в Тульґарні. 3 жовтня 1853 в замку сталася пожежа, яка знищила, серед іншого, дах. Спогад з часів Оскара I — це переплетені іменні шифри короля і королеви над головним входом.

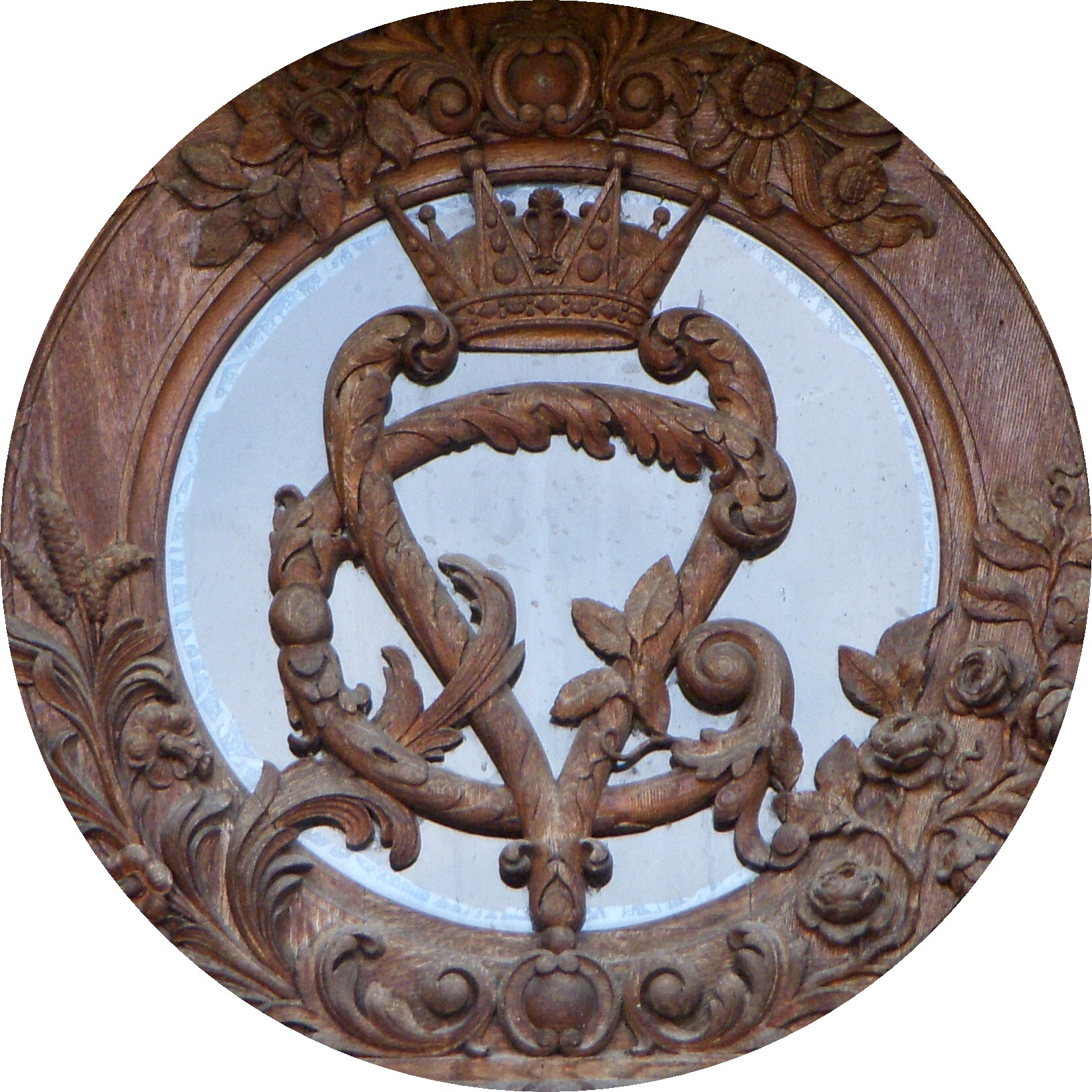
Літери GV над входом.

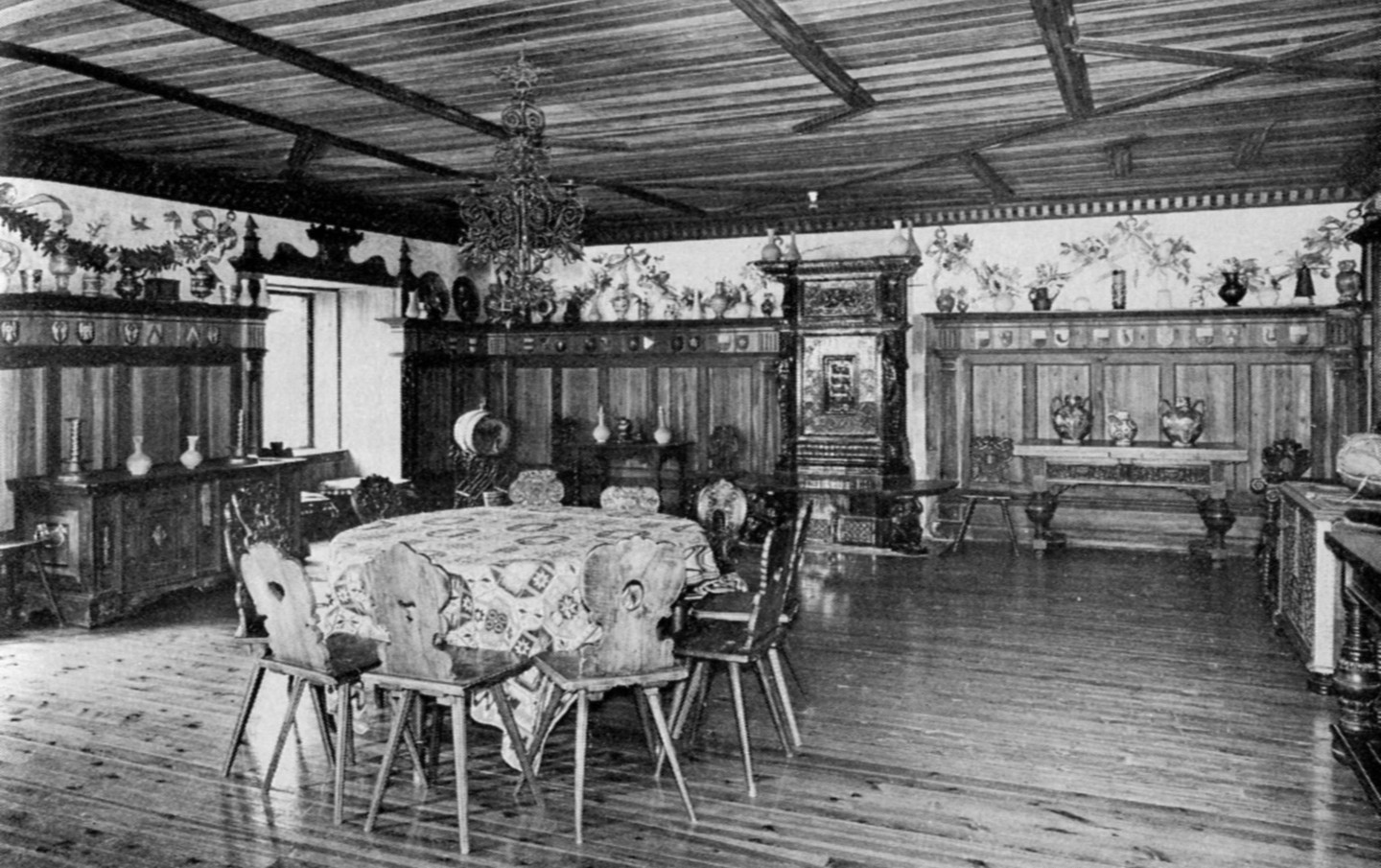
Зал для сніданків схожий на «Bierstube» («Пивна кімната»).

За короля Густава V і королеви Вікторії Тульґарн пережив новий розквіт, ставши їхнім літнім замком. Ще в 1881 Оскар II передав право користування наслідному принцу Густаву, який називав себе графом Тульґарна, коли інкогніто подорожував за кордон. Великі зміни відбулися в інтер'єрі будівлі, але вже при вході видно перше оновлення; новий дубовий зовнішній вхід з вирізьбленою в дубі монограмою GV (Густав і Вікторія), зведений близько 1890.
Велика частина більш сучасних меблів була додана за часів Густава V і королеви Вікторії, включаючи вестибюль. Стіни покриті голландською плиткою з ручним розписом. Зал для сніданків був оформлений у 1887–1893 роках як південнонімецький «Bierstube», можливо, тому, що королева Вікторія прибула з Бадена в Німеччині.

### 20 століття
Головна будівля була оформлена більше як сучасний функціональний літній будинок, ніж як королівський палац. 28 червня 1909 Тульґарн відвідав російський імператор Микола II з родиною, тією самою, яка була вбита дев'ять років потому. З часів Густава V кілька приміщень в основному повністю недоторкані, а інші були відновлені в 1950-х до їх первісного вигляду. З 1975 замком керує Карл XVI Густав і для нього облаштували поверх.
Як курйоз можна згадати, що саме у зв'язку з поїздкою додому з полювання на Тульґарн у вересні 1946 водій Густава V їхав разом із усією мисливською групою в Сеґельторп по заповненій водою канаві. Тоді це місце назвали Королівською кривою.

### Інтер'єр замку

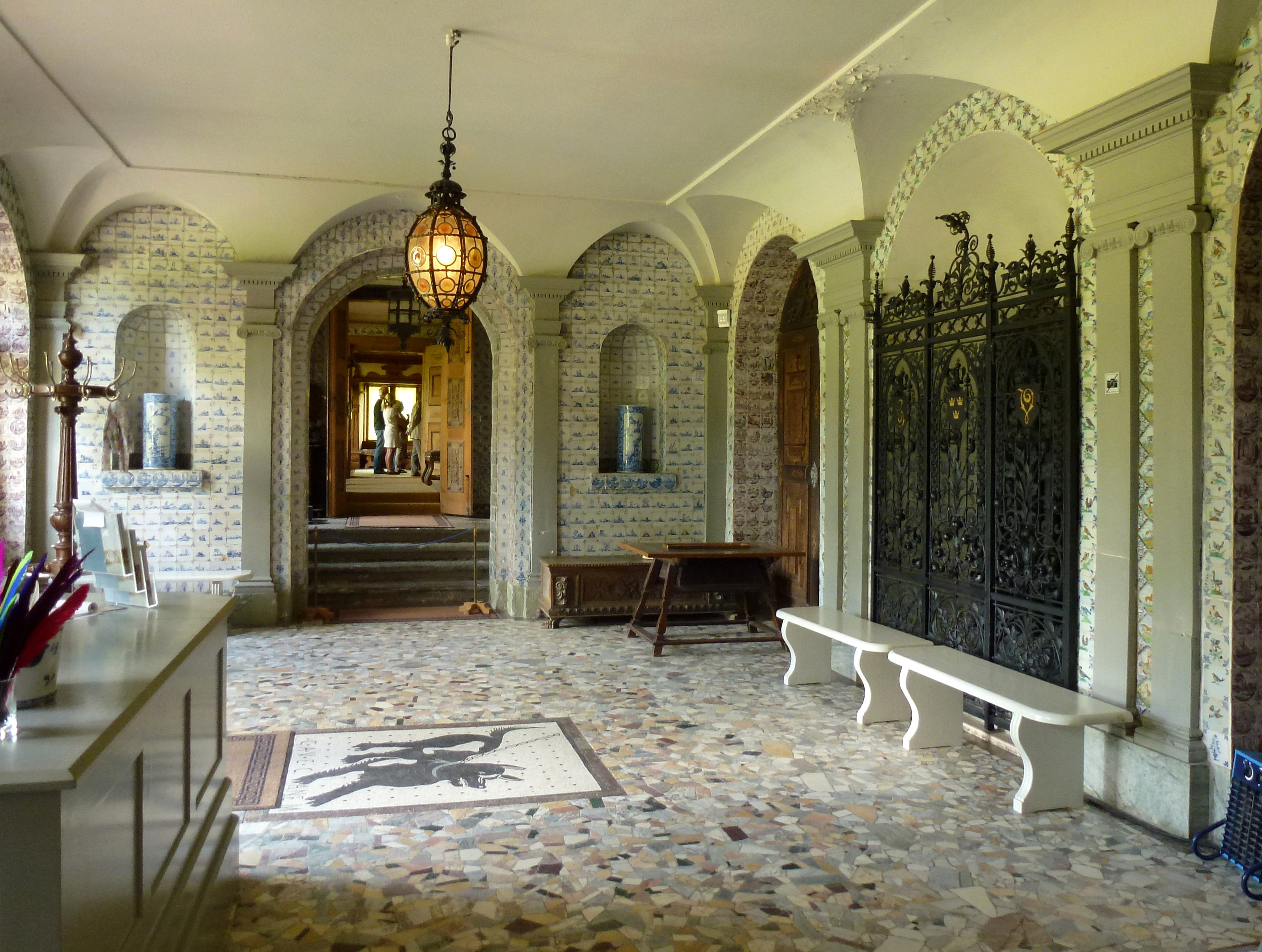
Вхідні зали
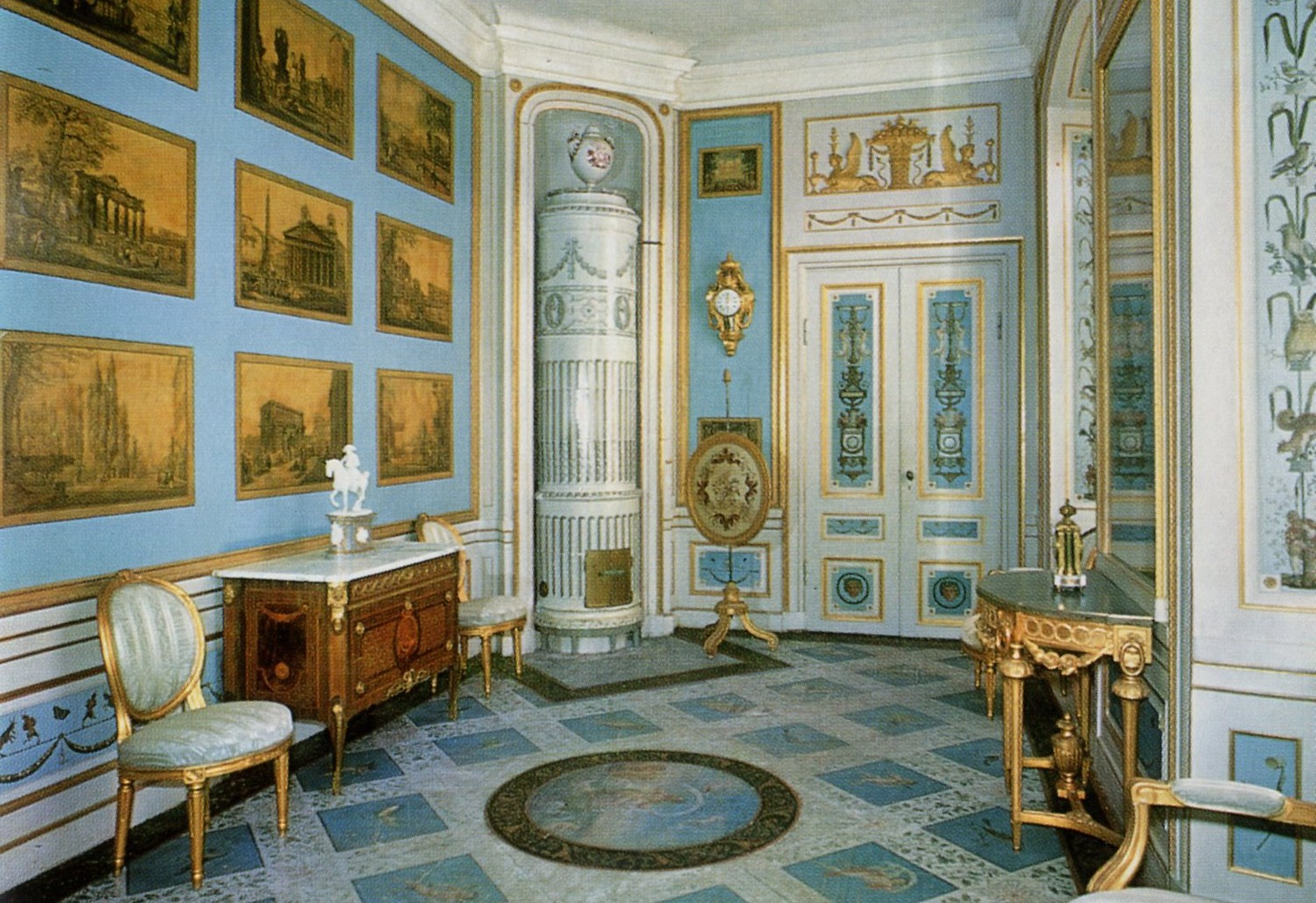
Синя шафа
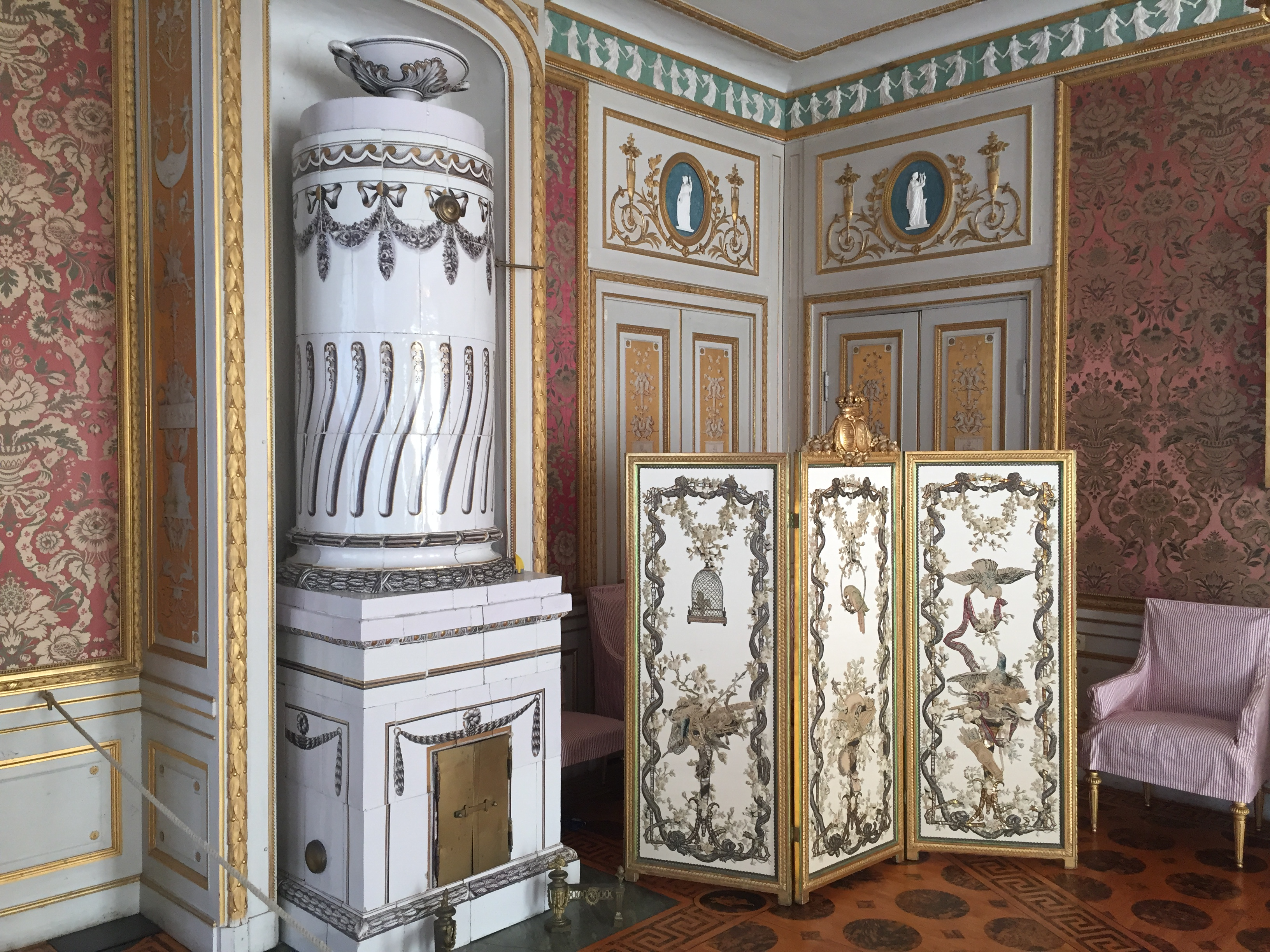
Червоний атріум
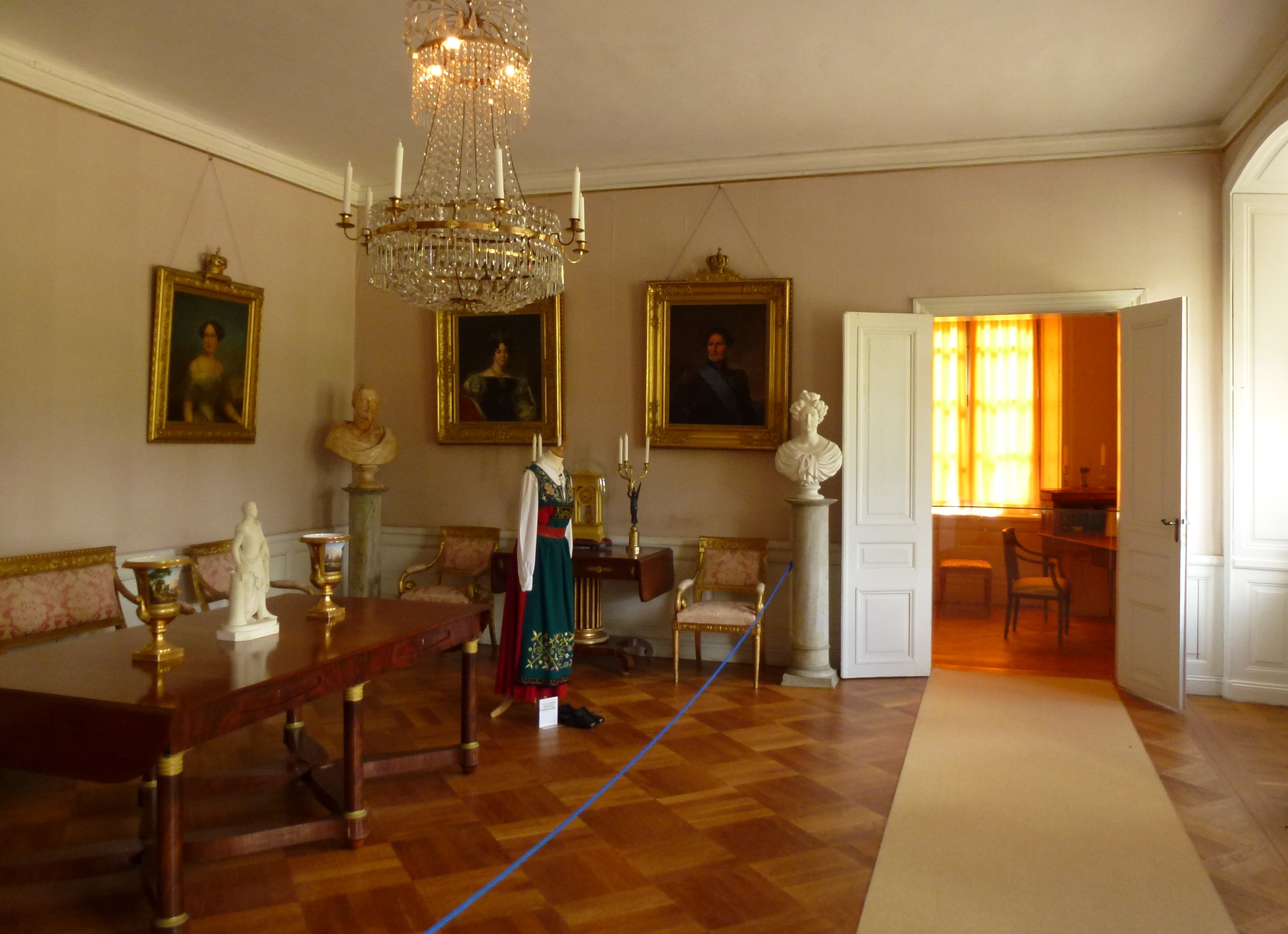
Лаунж (кімната для курців)
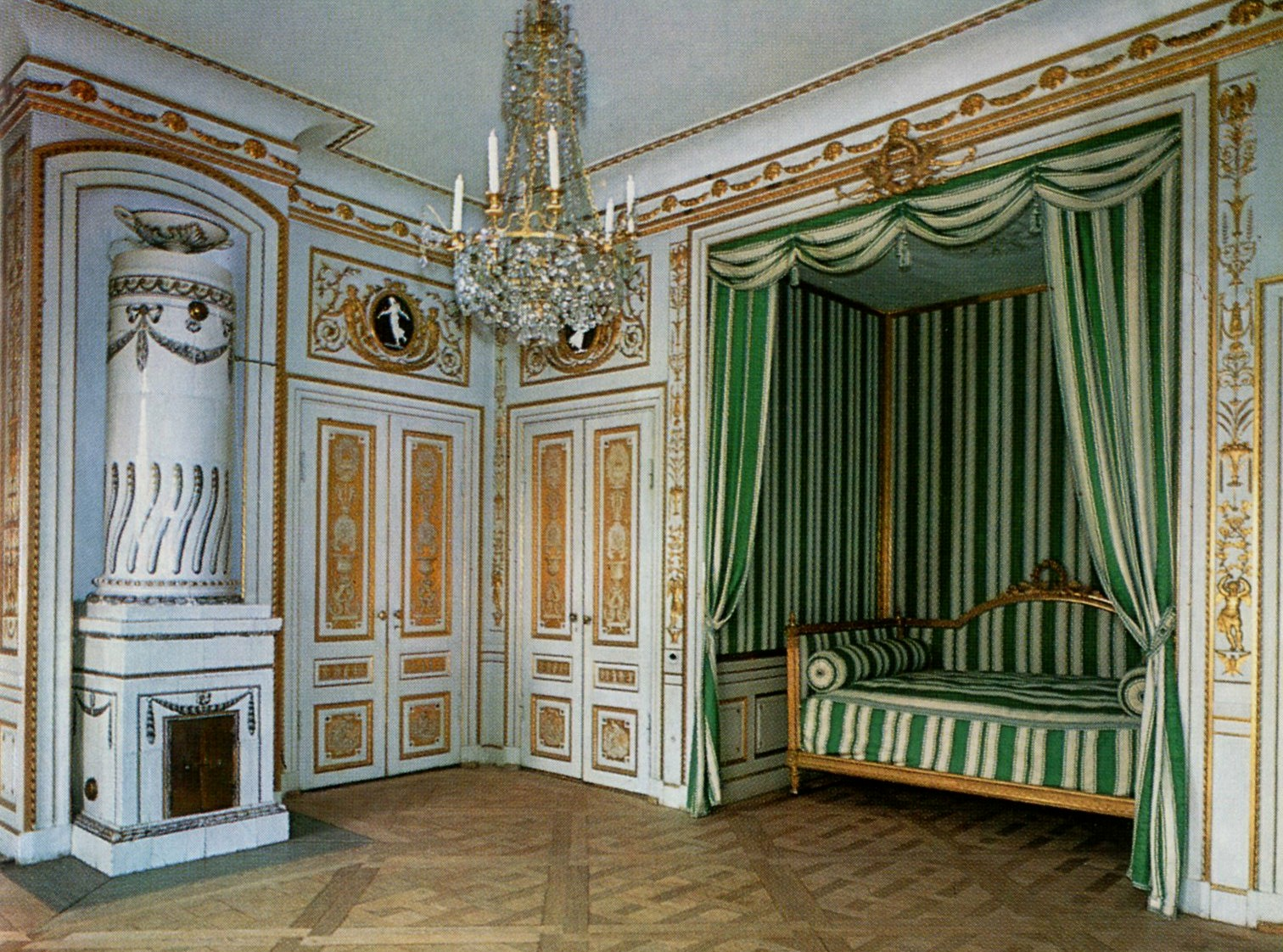
Велика спальня

## Технічне обслуговування та ремонт

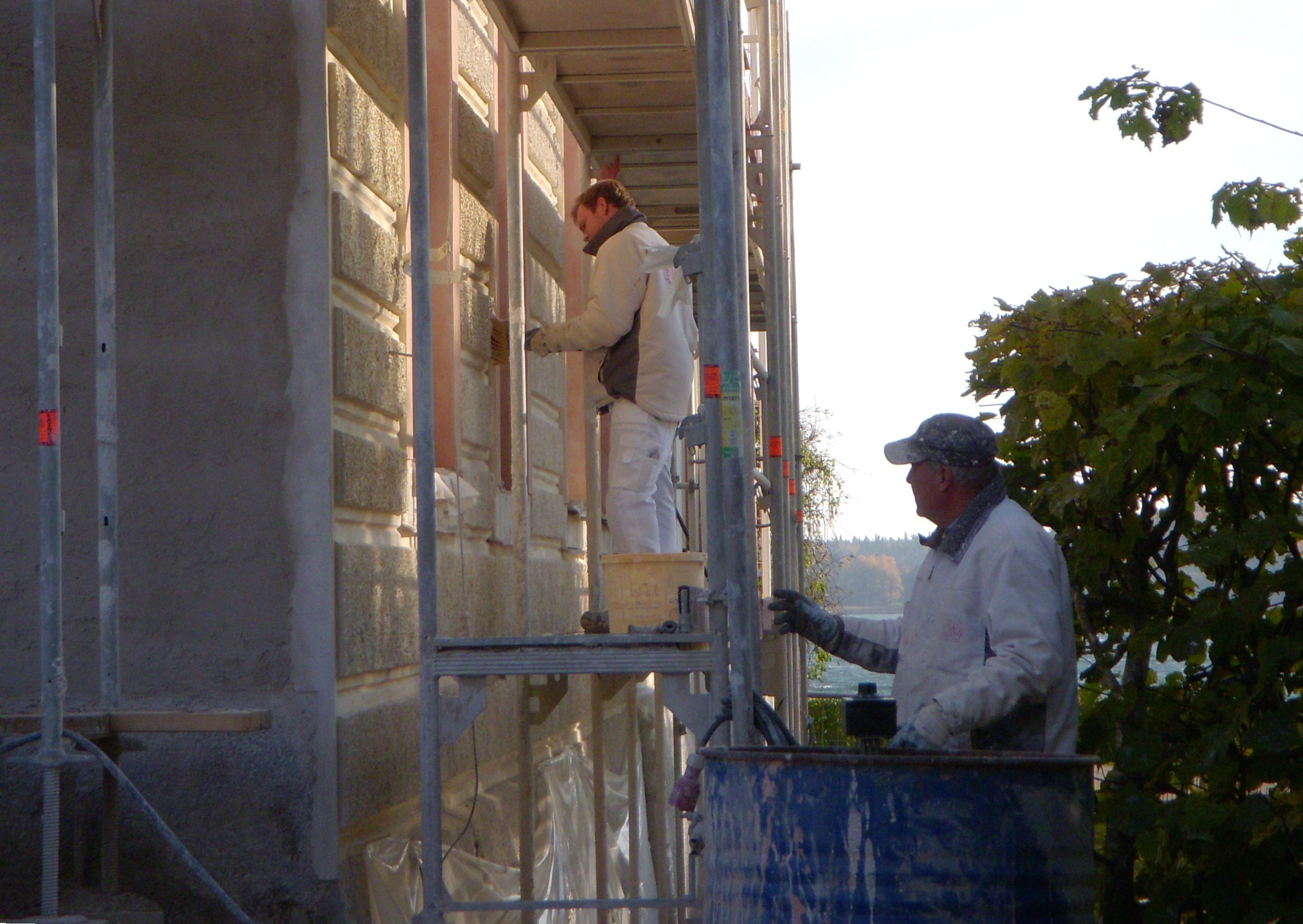
Ремонт фасаду, 2011.

Протягом 1950-х розпочалися великі внутрішні та зовнішні ремонтні роботи. Декільком кімнатам, які були переоформлені за часів короля Густава V і королеви Вікторії, було відновлено первинний вигляд відповідно до панівної реставраційної ідеології того часу.
З 2009 по 2011 капітальний ремонт фасаду було проведено через Шведське агентство нерухомості (SFV). Цементна штукатурка, яка була нанесена під час останнього ремонту в 1950-х, не вирівнялася і подекуди впала. Ремонт фасаду включав реконструкцію фасаду площею 2300 м².
Нова штукатурка, яка складається з вапняного розчину, краще взаємодіє з цегляними стінами замку. Щойно оштукатурені фасади були знебарвлені вапняною фарбою, а всі вікна пофарбовані олійною фарбою. Оскільки роботи можна було проводити лише в літні місяці, весь ремонт зайняв три роки.

У період з 2009 по 2011 SFV також скористалося можливістю, щоб вирішити проблеми з вологістю, з якими власники замку боролися століттями. Проблема виникла ще тоді, коли Стуреборґен був побудований на скелі в дальньому кінці мису. Вода атмосферних опадів завжди йшла від внутрішнього двору до фундаментів флігельних будівель, які промокали. Попередня спроба нового дренажу, здійснена в 1950-х, зазнала невдачі. За даними SFV, зараз буде сухо, вперше за 400 років.

## Парк

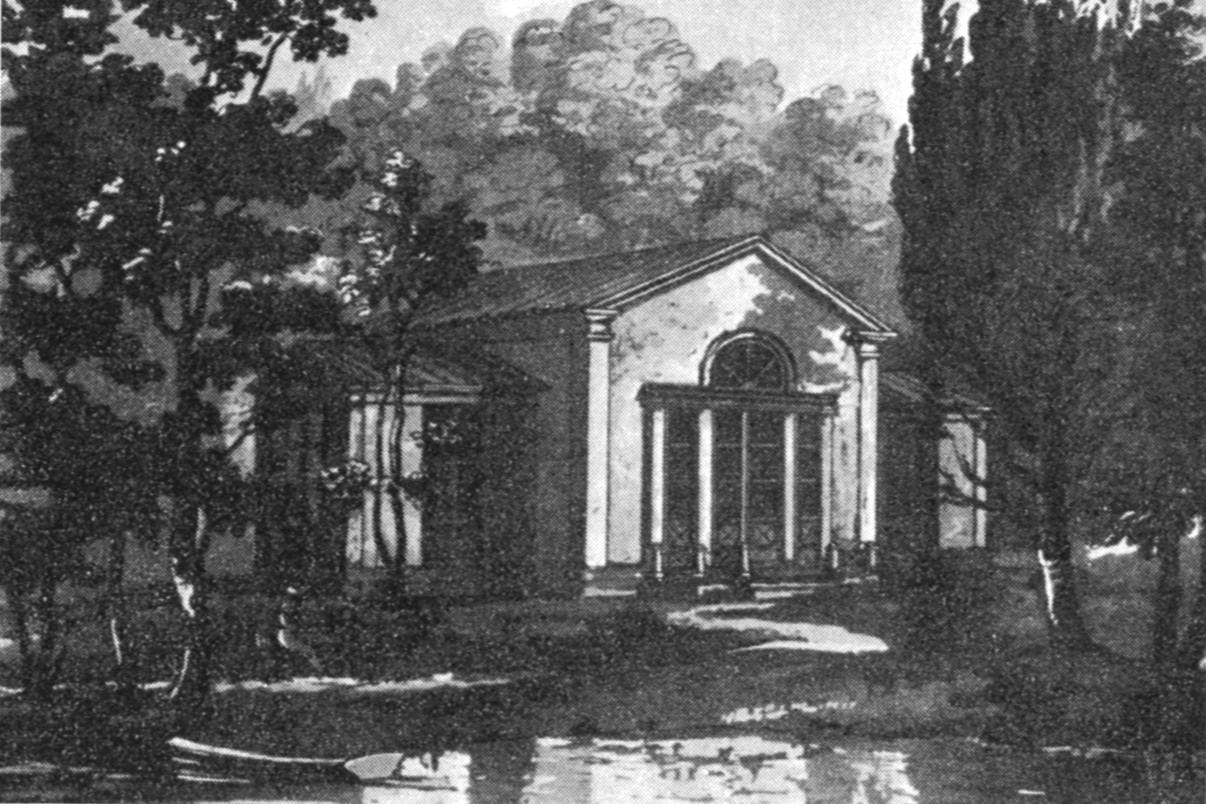
«Пересувна» альтанка Ф. Бломса.1823.

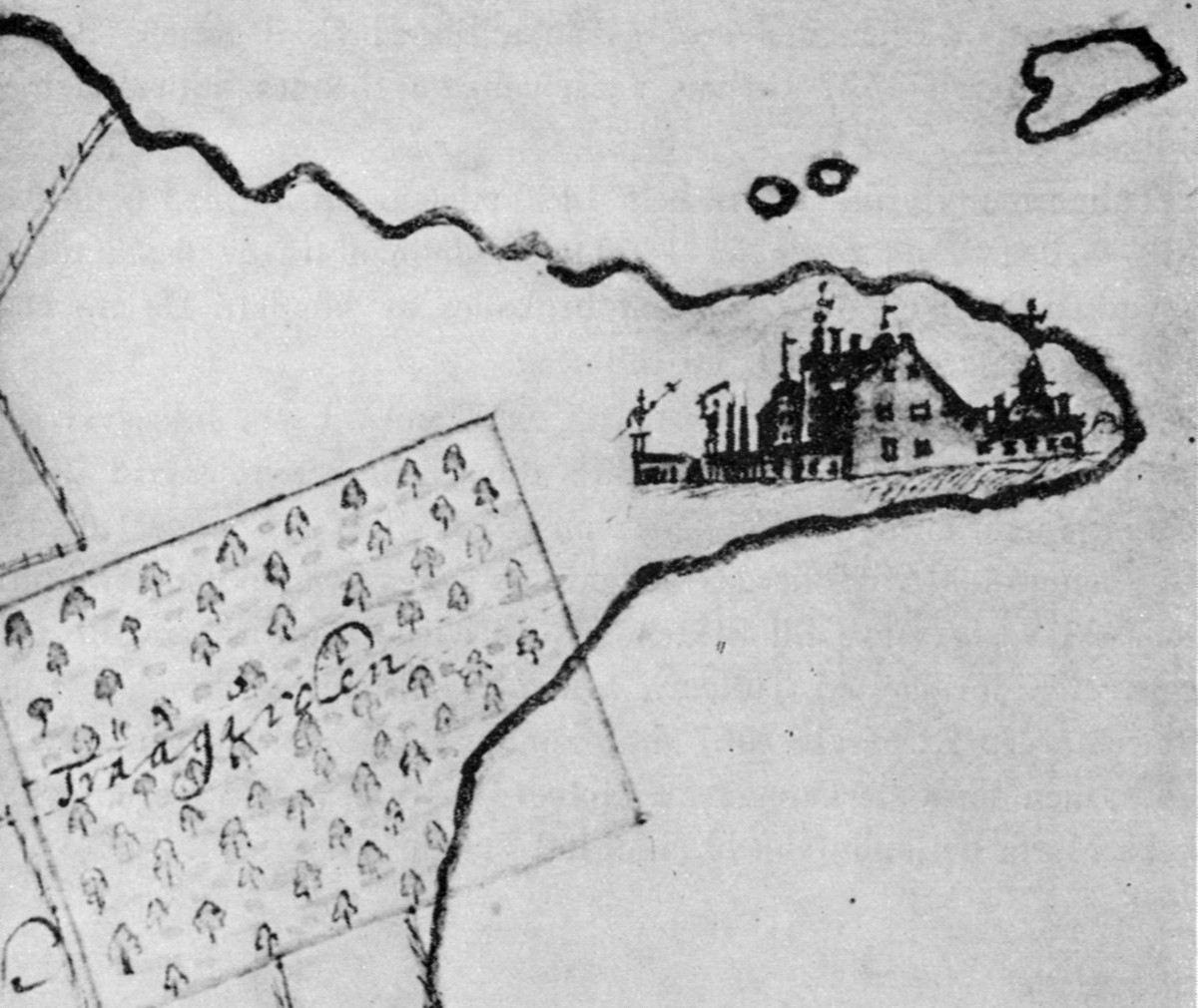
Стюрборґен і парк 1682

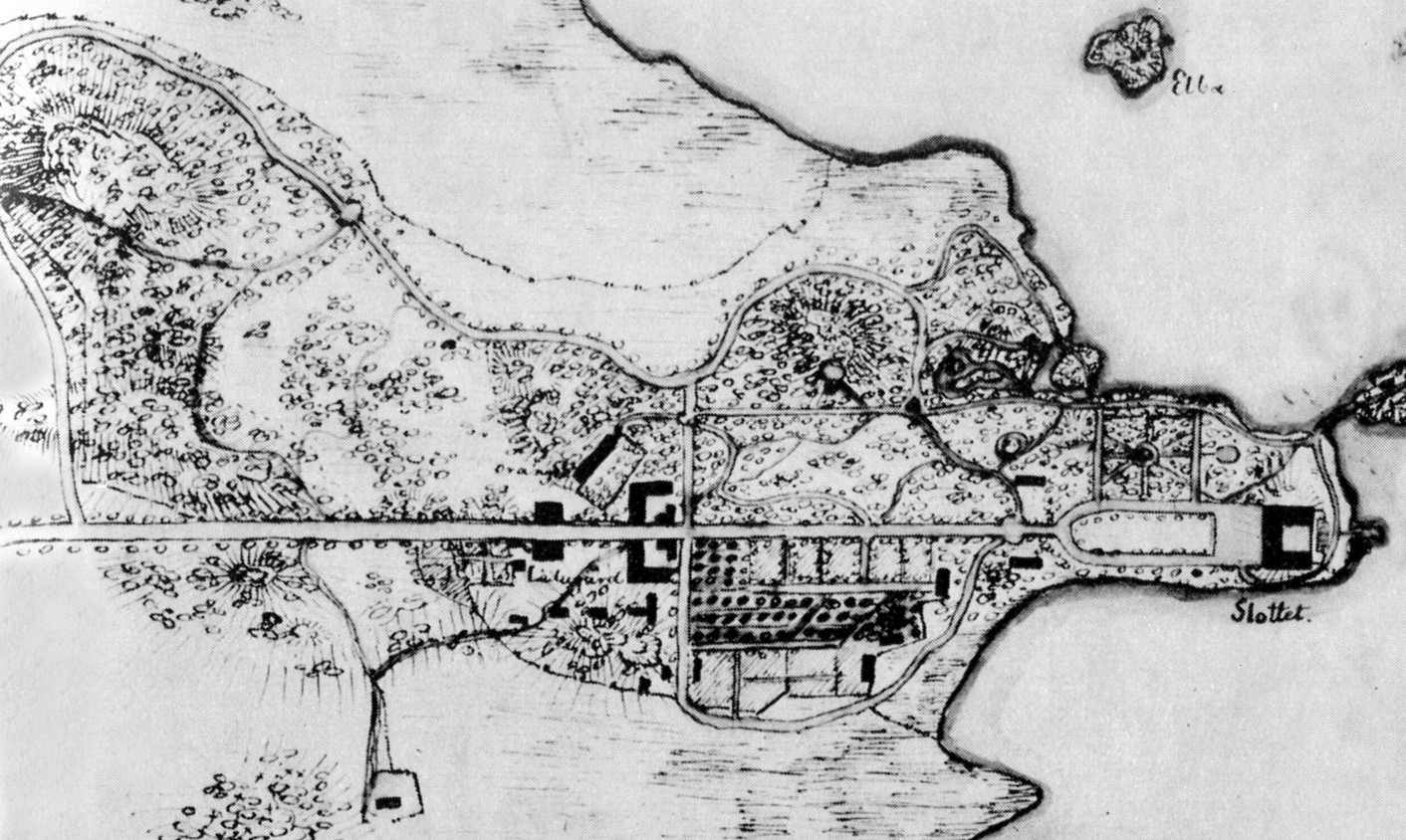
Замок і парк 1844.

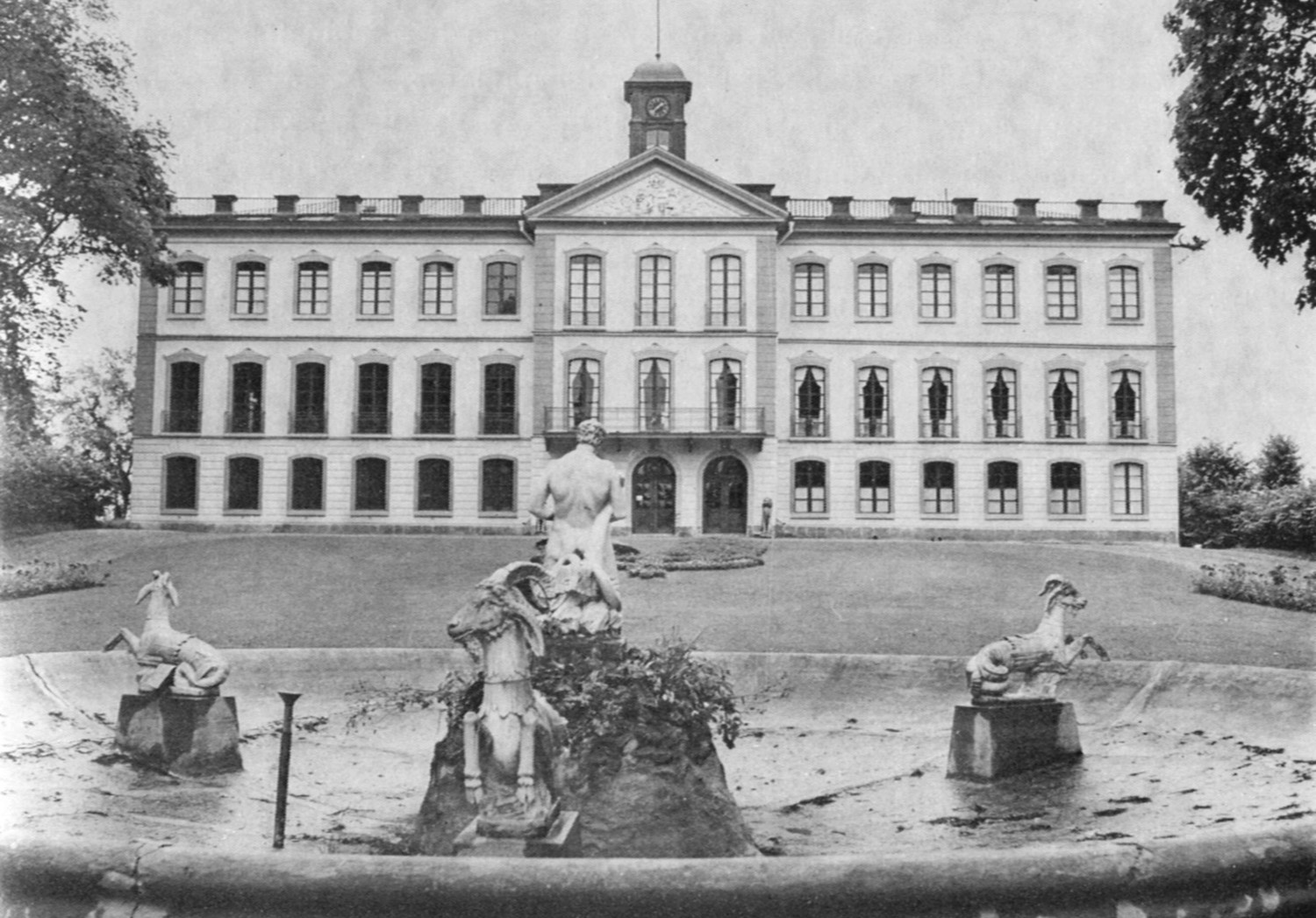
Фонтан, знімок 1969 р.

Найстаріший садовий об'єкт датується 17 століттям часів Стурборґена. Він мав прямокутну форму і його можна побачити на карті 1682 р. Згідно з описом, у 1701 було два сади, які переважно містили корисні рослини та квіти.
Коли в 1727 було завершено будівництво нового замку Магнуса Юліуса Делагарді, для огляду парку було найнято садового архітектора Карла Гарлемана. План Гарлемана можна вивчити на карті 1773 р. (див. розділ «Нинішній замок 18 ст.»). Уздовж центральної осі з півночі на південь, обсадженої липами, був найближчий до замку невеликий сад і два витягнуті ставки з рибою (так звані рудовики, що містили довговічну рибу «руду»). Посередині споруди був більший сад («Трядґардарне»), а на крайній півночі «Лілла Д'юрґарден».
За часів герцога Фредріка Адольфа водойми з рибою, ймовірно, зникли, але він побудував бароковий сад із зоряним лісом і листяним театром на північний схід від замку. Він же заклав пейзажний парк, який був завершений за часів принцеси Софії Альбертини. Англійський парк із системами каналів, невеликими містками та звивистими дорогами займав у готовому стані площу 44 акра. Біля пляжу була також зникла альтанка (збудована у 1820), яка була одним із перших «пересувних будинків» Фредріка Блома.
Наступним господарем замку був Оскар I та його дружина, королева Жозефіна Лейхтенберзька. Обидва мали великий, документально підтверджений інтерес до садівництва. Під час перебування в Тульґарні, яке тривало з 1830 по 1859, було створено багато з того, що існує донині. За допомогою архітектора Ґеорґа Теодора Кьєвіца в парку також були зведені нові будівлі, такі як стайня королеви Вікторії, оранжерея Оскара I і кавалерійське крило. На Ботгольмені (колишній острів) був добудований новий пірс з лазнею, тоді як старий причал для човнів на південній стороні замку був прибраний і був побудований круглий басейн для невеликих човнів. Флоран, кругла частина за кавалерійським крилом і багаті клумби — це частини, які були додані в першій половині 19 століття.
На клумбі, висадженій Жозефіною перед замком, Густав V спорудив фонтан, який у 1969 прибрали, оскільки він був у поганому стані. Завзятий король, який грав у теніс, відомий як Mr. G, мав тенісний корт у замку. Наприкінці 20 століття парк зазнав змін, а багата рослинність 19 століття була освітлена і стала більш однорідною. У той же час, реставрація старих частин парку була проведена як з метою відтворення частин 18 століття, так і з метою надання парку більш сучасної мови дизайну.

З 1996 Шведське агентство нерухомості керує біологічними ставками Тульґарна в північно-східній частині парку. Там стоїть завод, який може безперервно очищати стічні води протягом доби. Неочищені стічні води крок за кроком очищаються за допомогою різних біологічних процесів. Ставки мають стати першим кроком до циклічної адаптації всієї зони довкола Тульґарна.

## Галерея

### Замок і парк

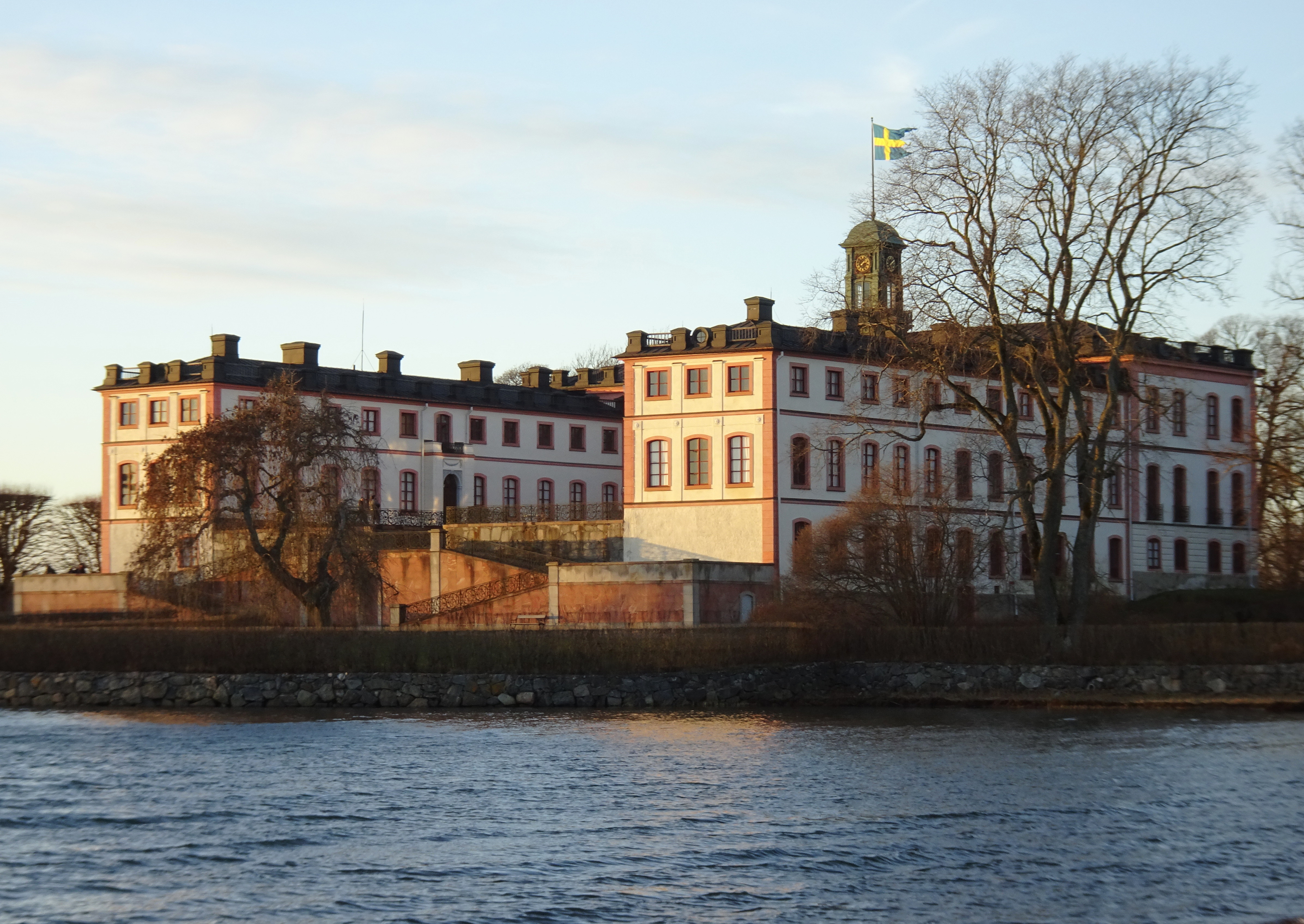
Морська сторона замку, вид з мосту
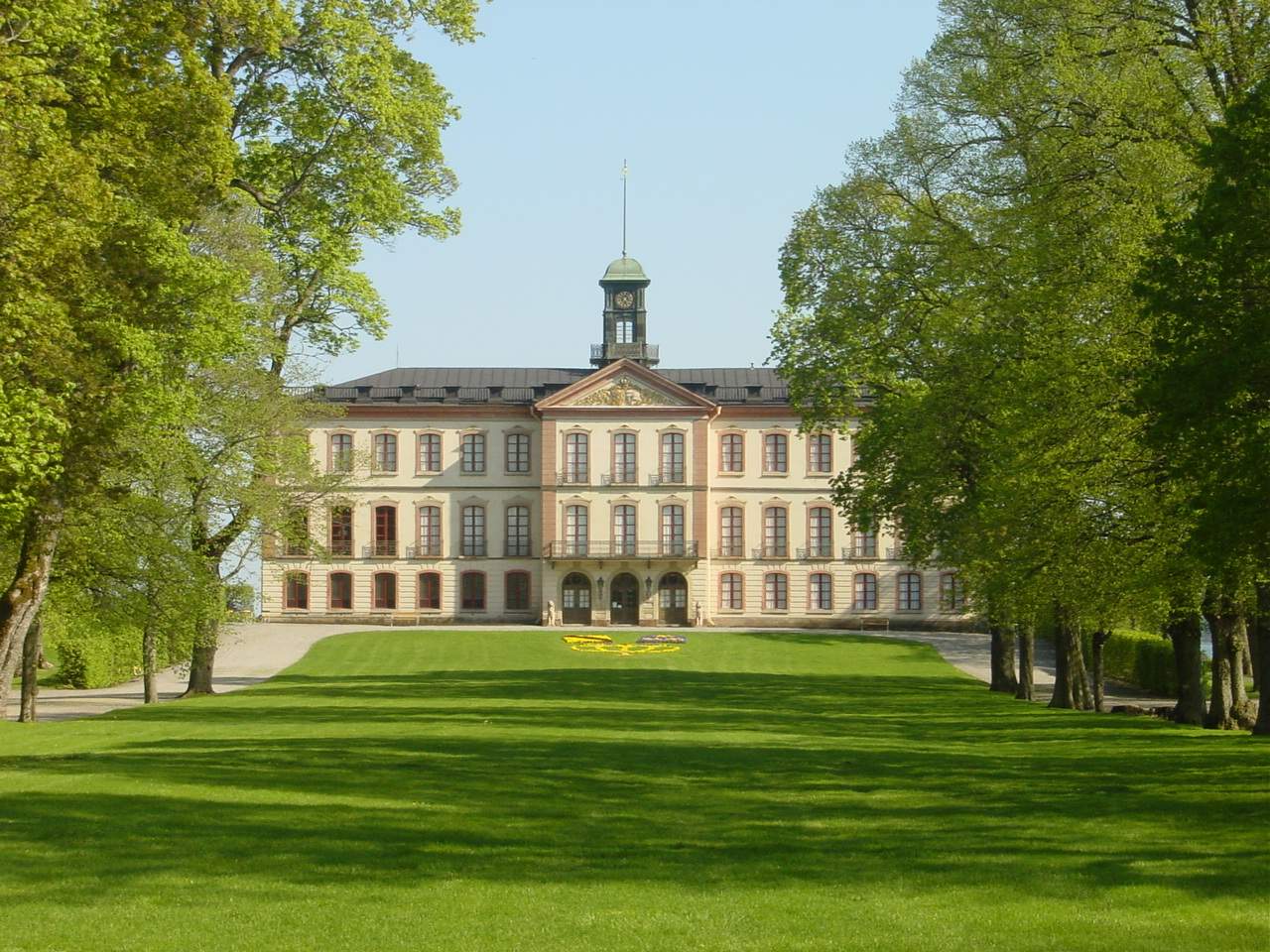
Фасад з боку парку
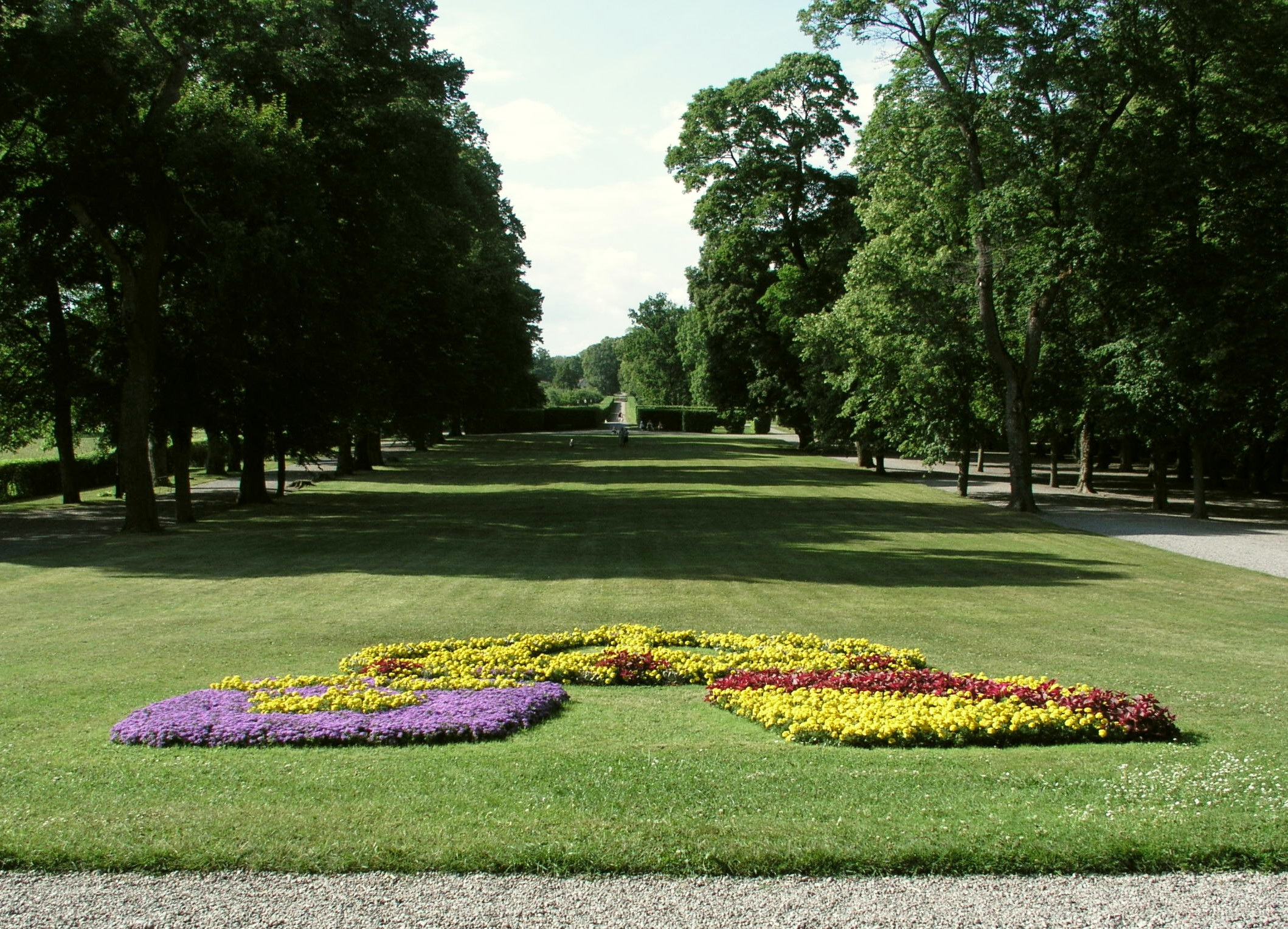
Парк з півночі
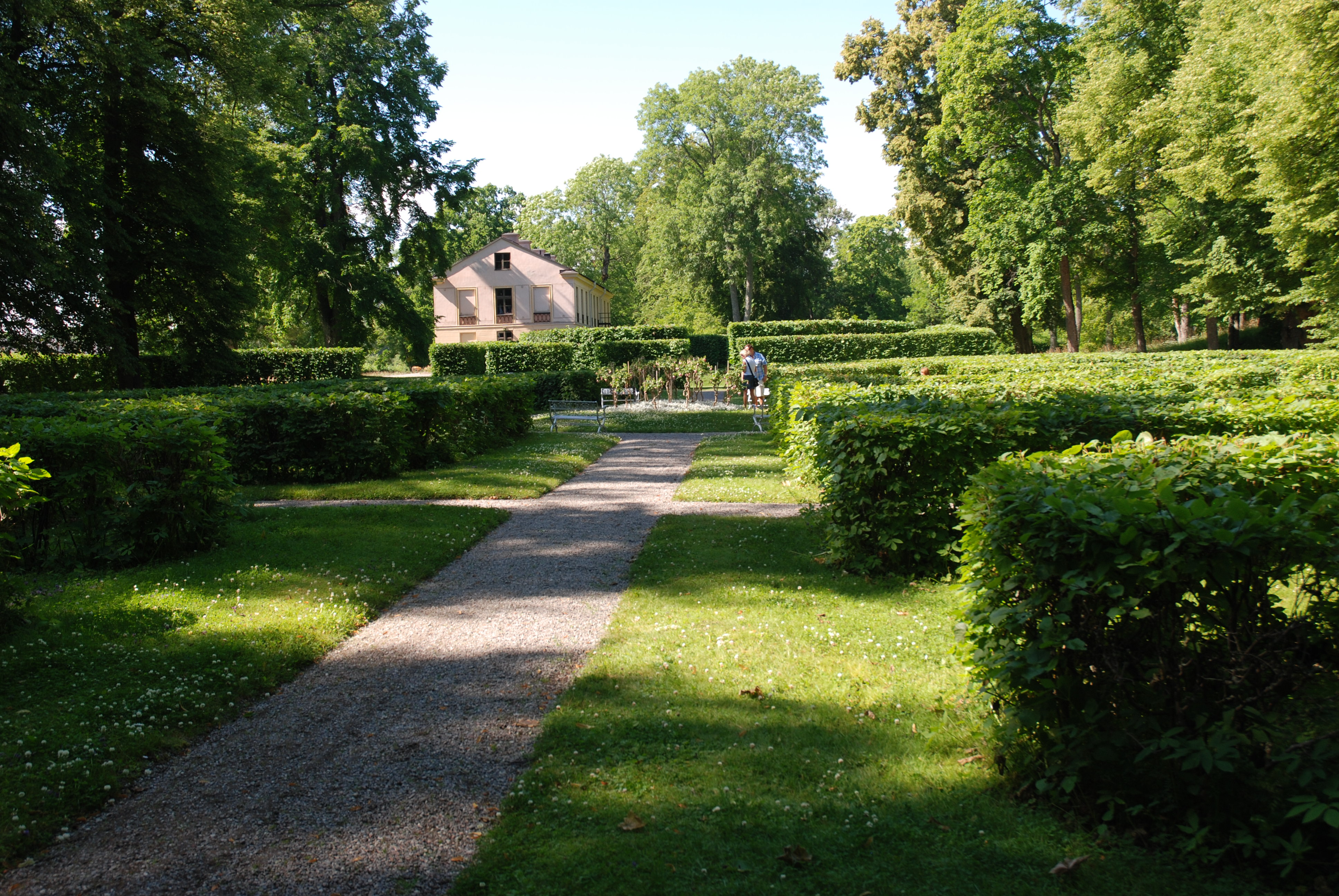
Зірковий сад в парку
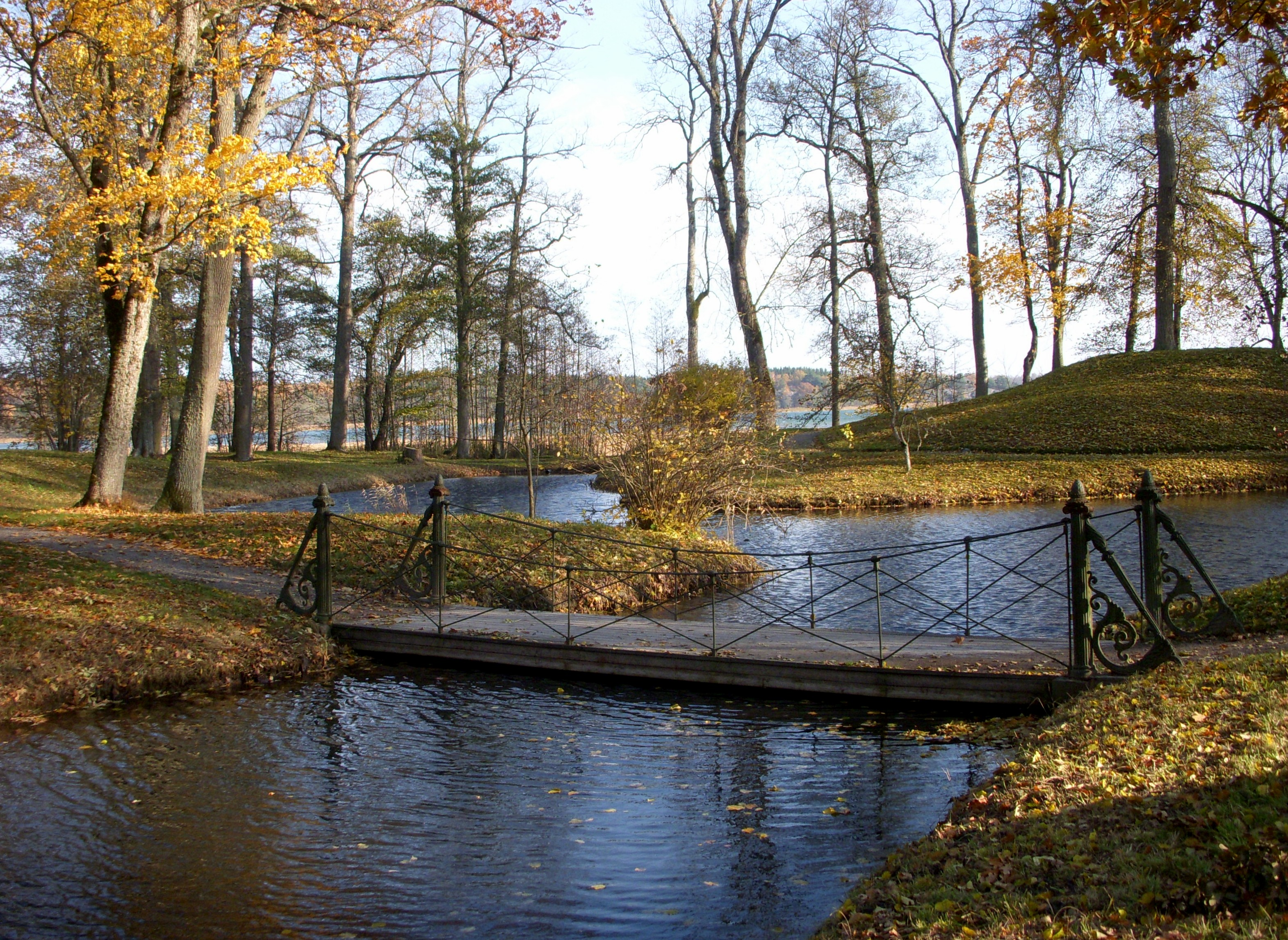
Англійський парк замку

### Деталі

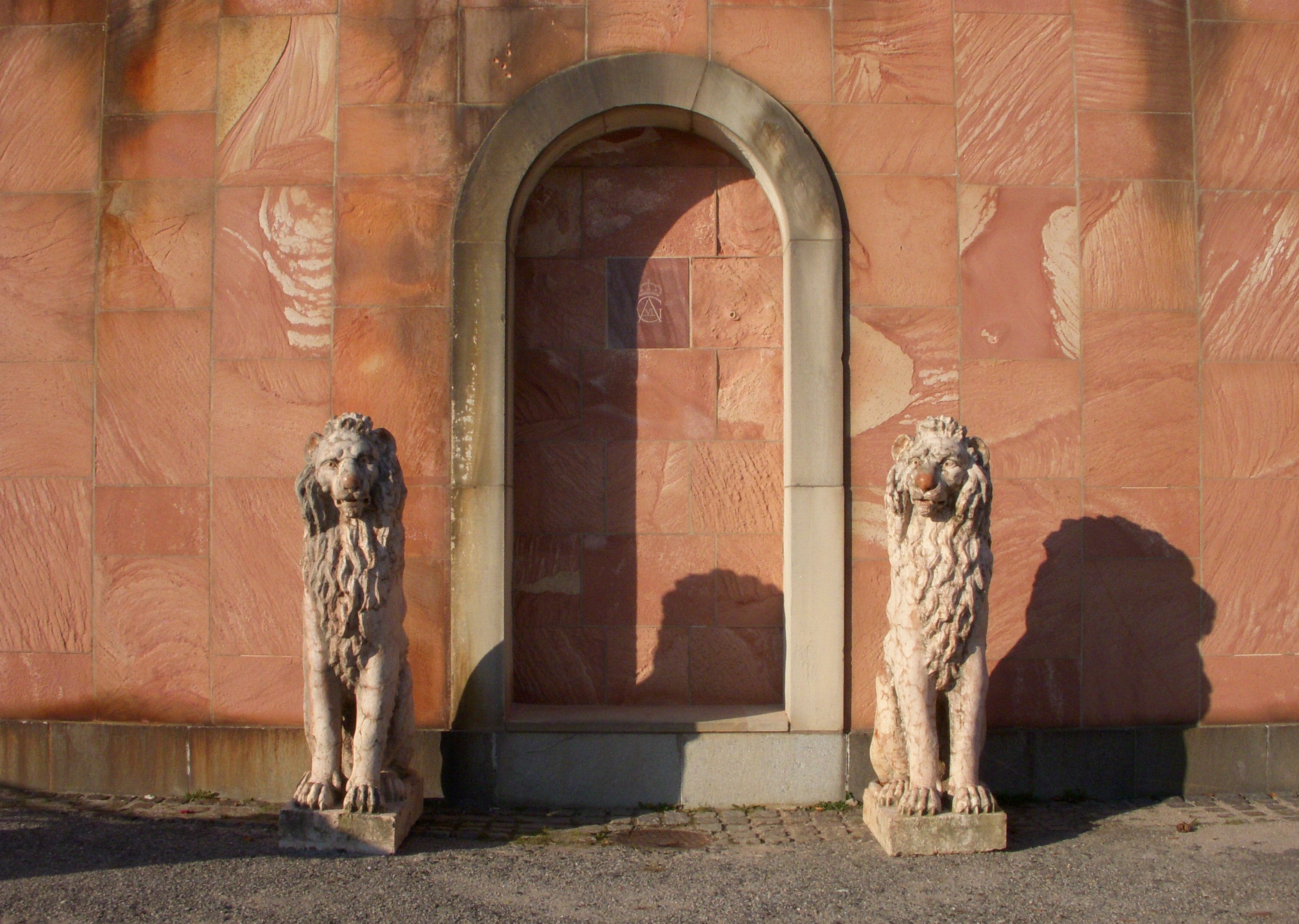
Лев
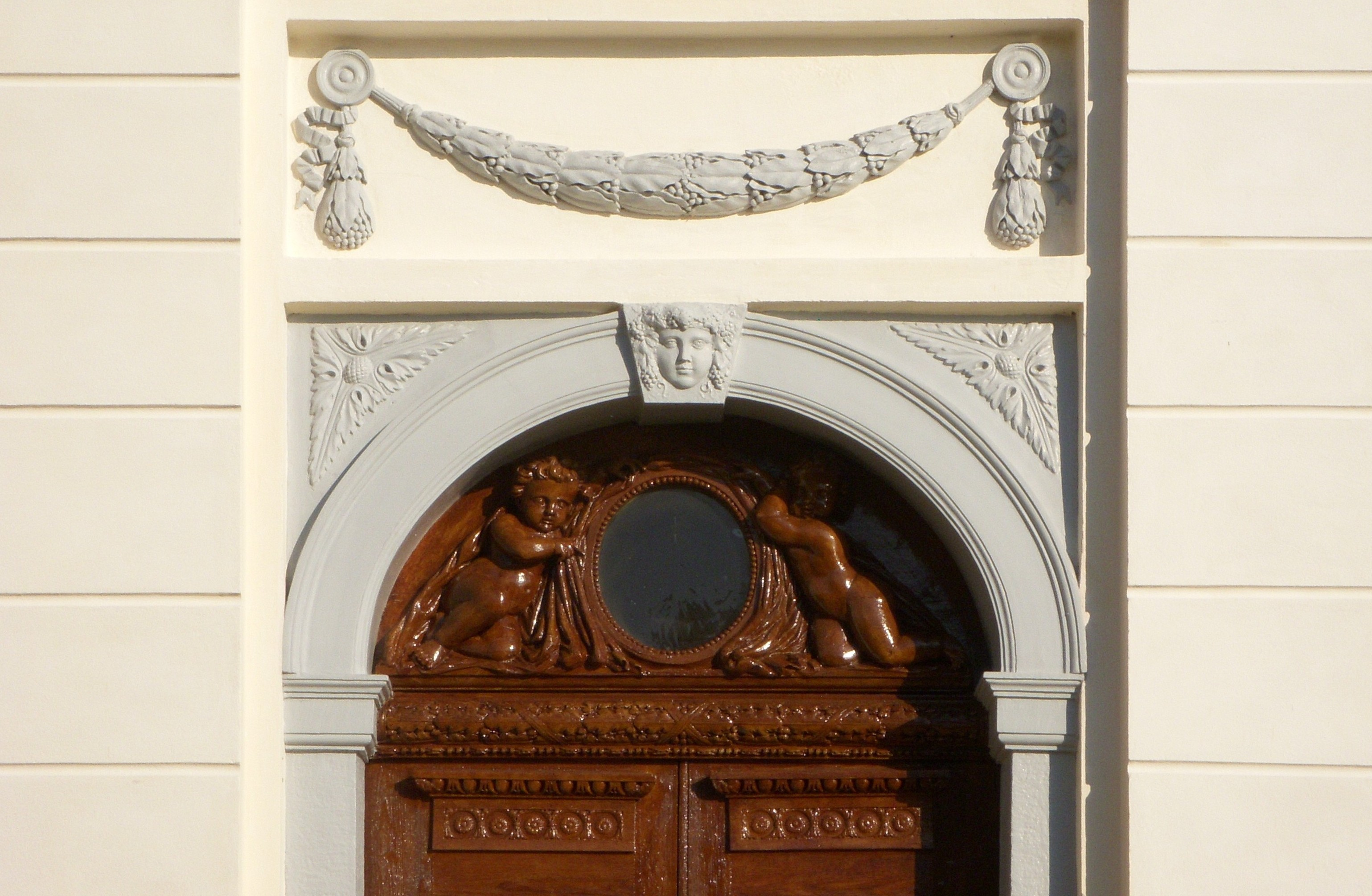
Нещодавно оновлений вхід
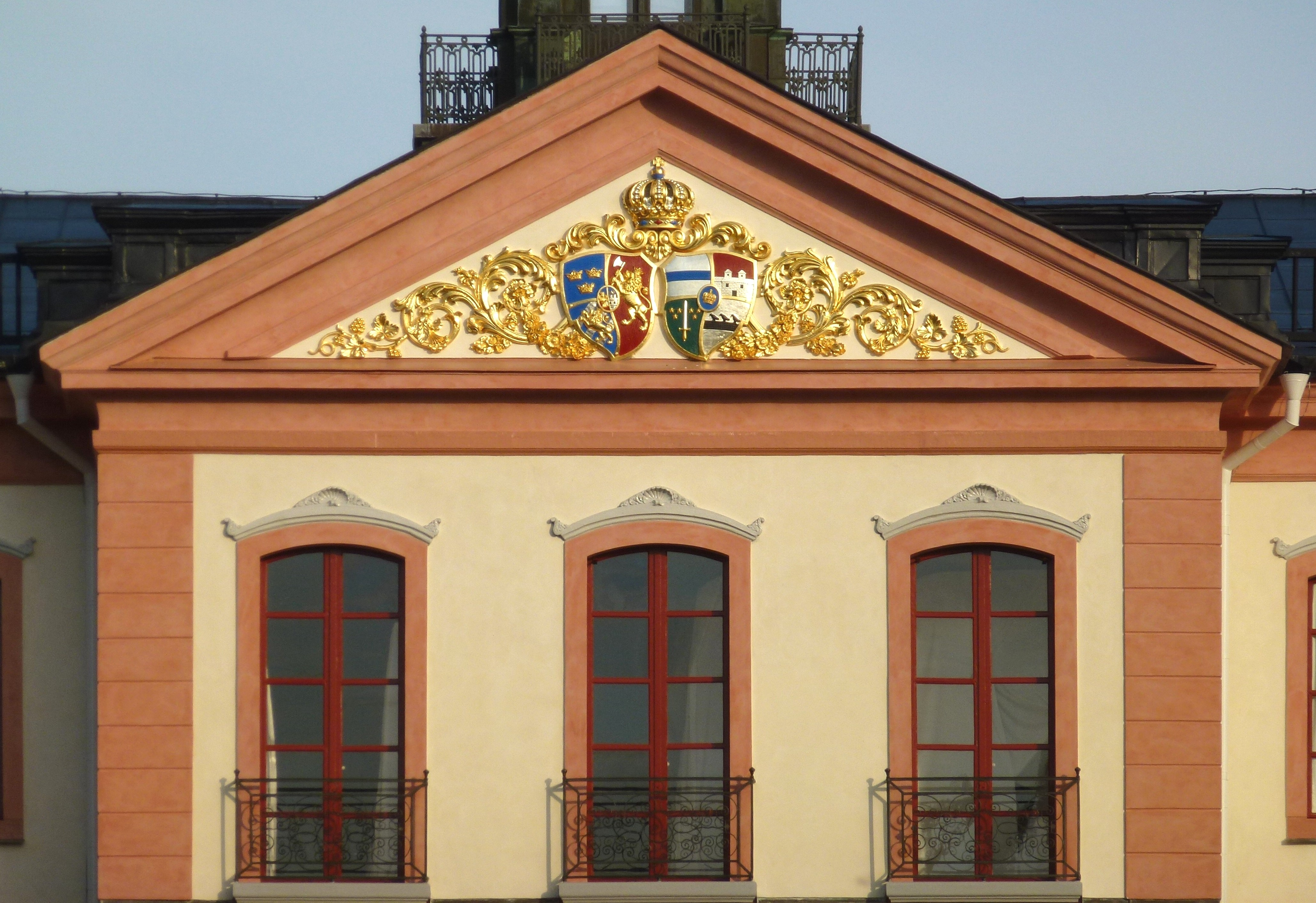
Тимпан з мотивами зброї
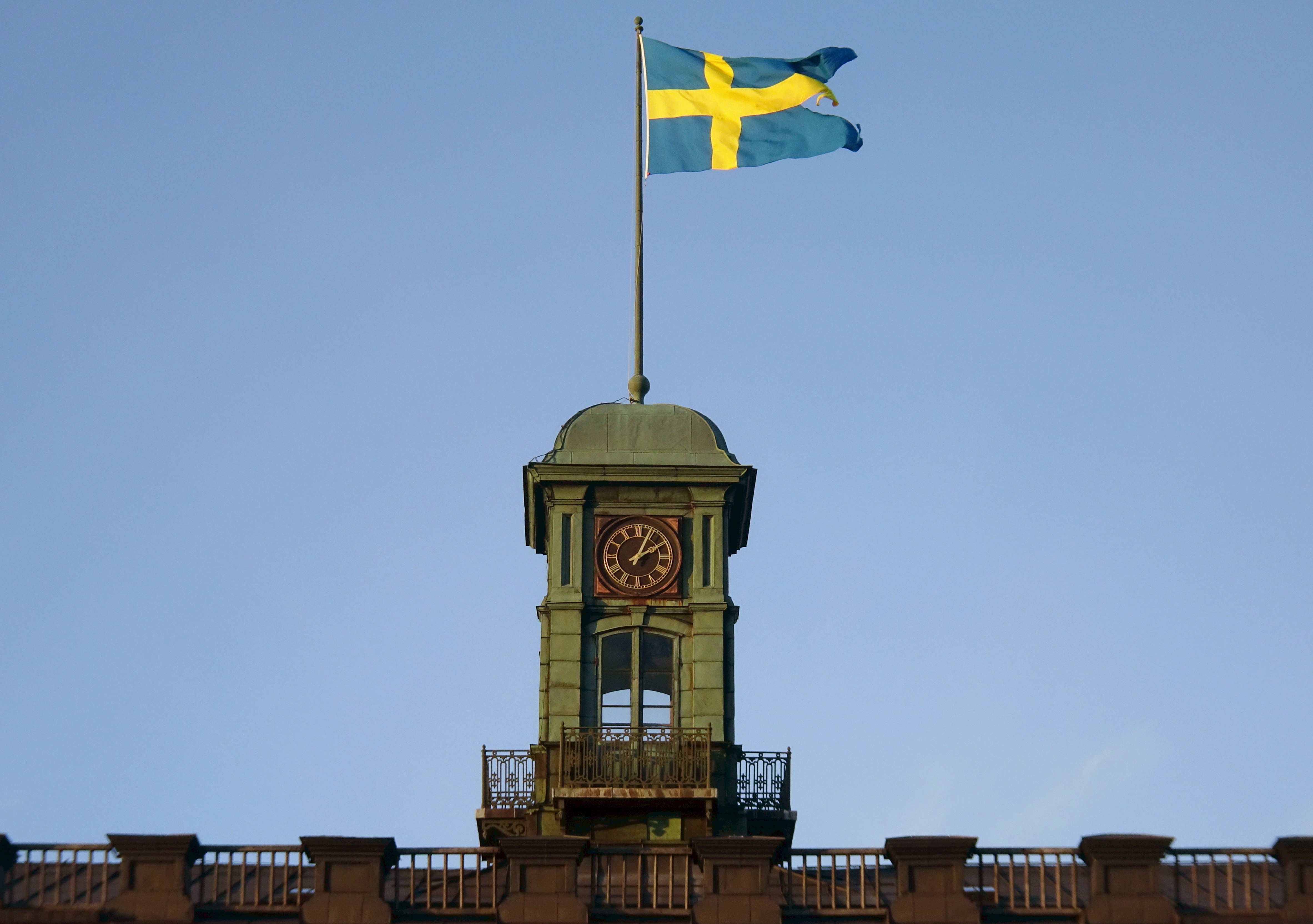
Баштовий годинник
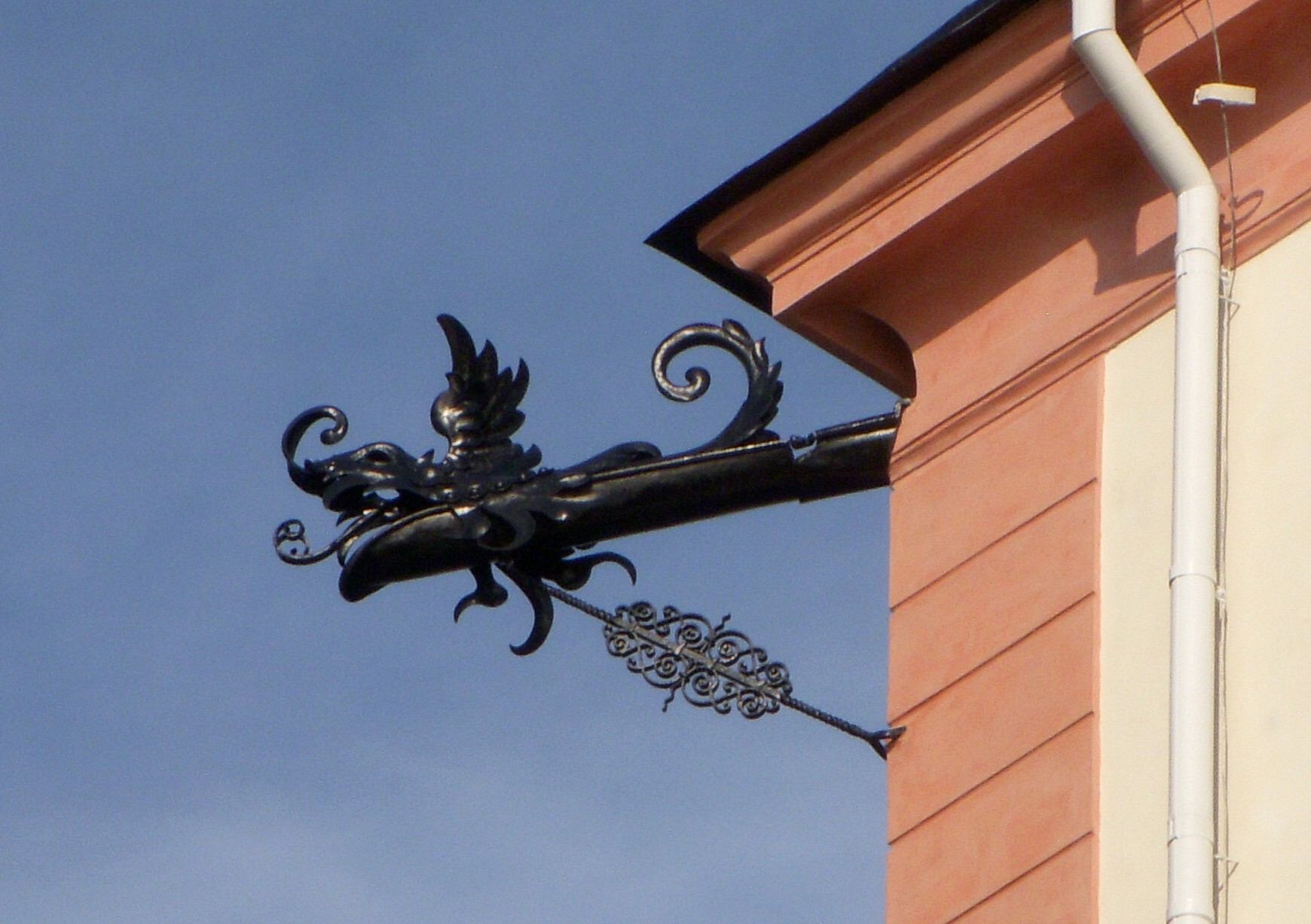
Покрівля

## Інші будівлі та споруди

### Бельвю та будинки на проспекті
Ферма Бельвю (гарний краєвид) розташована біля колишньої сторожки, де двокілометрова липова алея веде від старої сільської дороги вниз до замку Тульґарн. Будинок був побудований приблизно в 1788 році за ініціативою герцога Фредріка Адольфа для офіційної коханки герцога Софі Гагман. Пізніше будинок використовувала як літню розвагу Софія Альбертіна. Софі Гагман також мала будинок у Маленькому Китаї біля Китайського замку. Софія Альбертіна жила тут кілька разів. Там, де сьогодні перетинаються проспект і сільська дорога, тоді було смачне джерело, звідки замок також черпав воду.
Нижче Бельвю були ворота Тальґарна, які були побудовані одночасно з Бельвю. До 1870-х тут існувало дві подібні сторожки чи гауптвахти. Нині залишилася лише північна. Також зберігся флігель, який належав Бельвю. Він побудований з лежачого бруса і складався з двох частин. У північній частині була кімната та кухня, а в південній — стайні для коней та великої рогатої худоби.

### Конюшня королеви Вікторії
Поруч із готелем «Tullgarns Värdshus» знаходиться колишня конюшня. Після того, як Оскар I зайняв трон, потрібні були кавалерійський будинок і більша стайня. Раніше теперішній Кавальєршусет був стайнею замку. Нинішня конюшня — це нова будівля 1844–1846 років, зведена за проєктом Ґеорґа Теодора Кьєвіца. Двосхилі двері стайні, віконні рами та меблі виготовлені з чавуну і були доставлені з Бревена. Парадна піч з трьома великими воротами на дорогу є прибудовою 1856 року. Назва походить від імені Вікторії Баденської, дружини короля Густава V.

### Кавалерійське крило
На північно-східній стороні головної осі знаходиться Кавальєрсфлігельн або Кавальєрсхусет. Свій нинішній вигляд будівля набула в 1840-х під керівництвом Ґеорґа Теодора Кьєвіца як архітектора. На цьому місці була колишня будівля конюшні, яка була перебудована й обладнана кімнатами для придворних кавалерів, а пізніше розмістився обслуговуючий персонал суду, коли королівські особи перебували в замку. Коли Густав VI Адольф не мав такого зв'язку з Тульґарном, як його батько, він вирішив у 1960-х використовувати цю будівлю як будинок відпочинку для працівників суду.

### Оранжерея
Оранжерея розташована в північній частині парку. Будівля була добудована за часів Оскара I (звідси й назва) і була спроєктована архітектором Георгом Теодором Кьовіцем. Середня частина оранжереї виконана у вигляді восьмикутної ротонди зі стельовим ліхтарем, підтримуваним вісьмома мармуровими колонами. Оранжерея використовувалася до 1950 і звідтоді неодноразово оновлювалася. Проте багатого фасадного оздоблення вже не існує. Нині оранжерею керує готель «Tullgarns Värdshus» і містить кафе з сувенірною крамничкою та художню виставку.

### Інші будівлі в парку

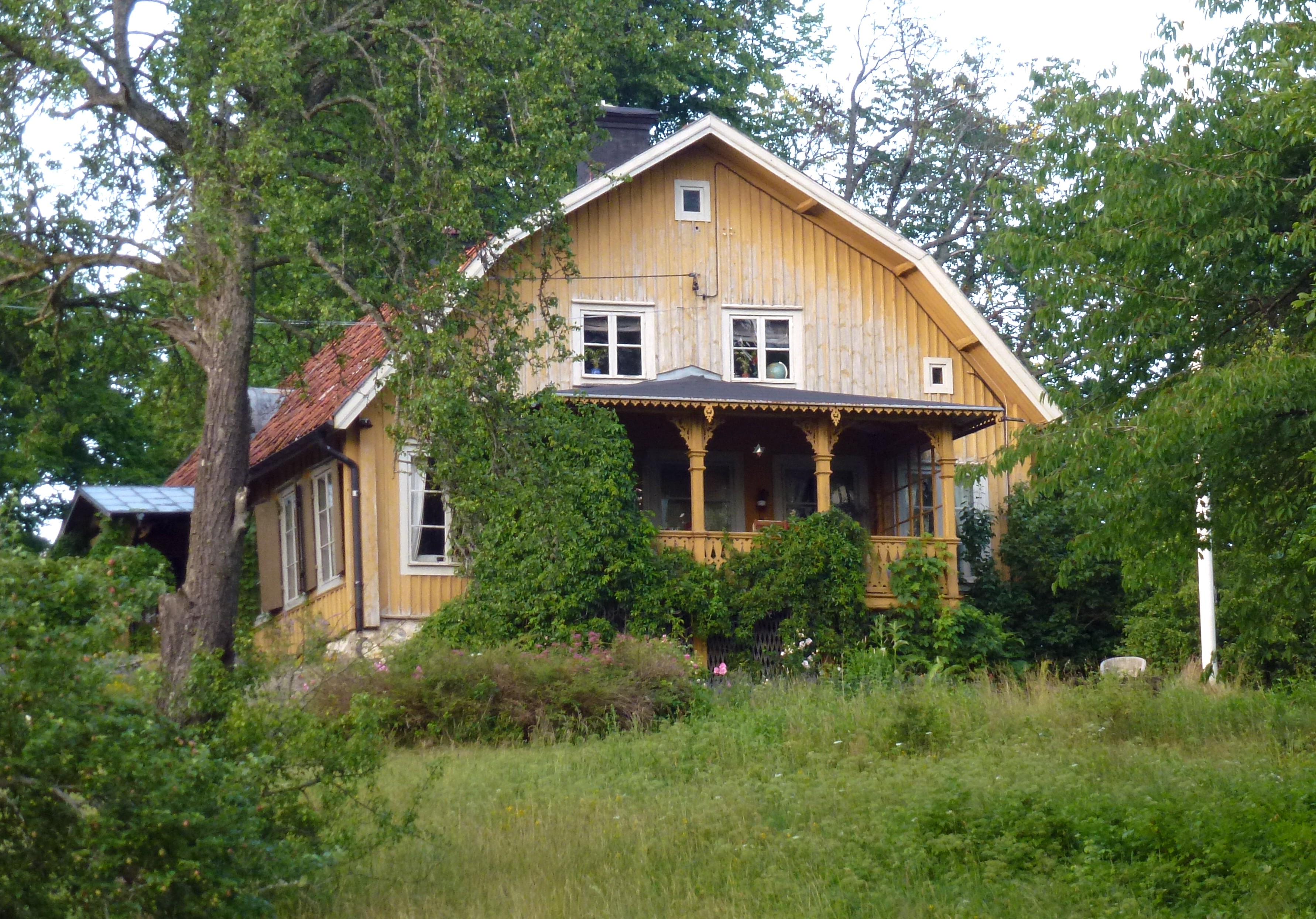
Ферма «Бельвю», розташована на крайній півночі.
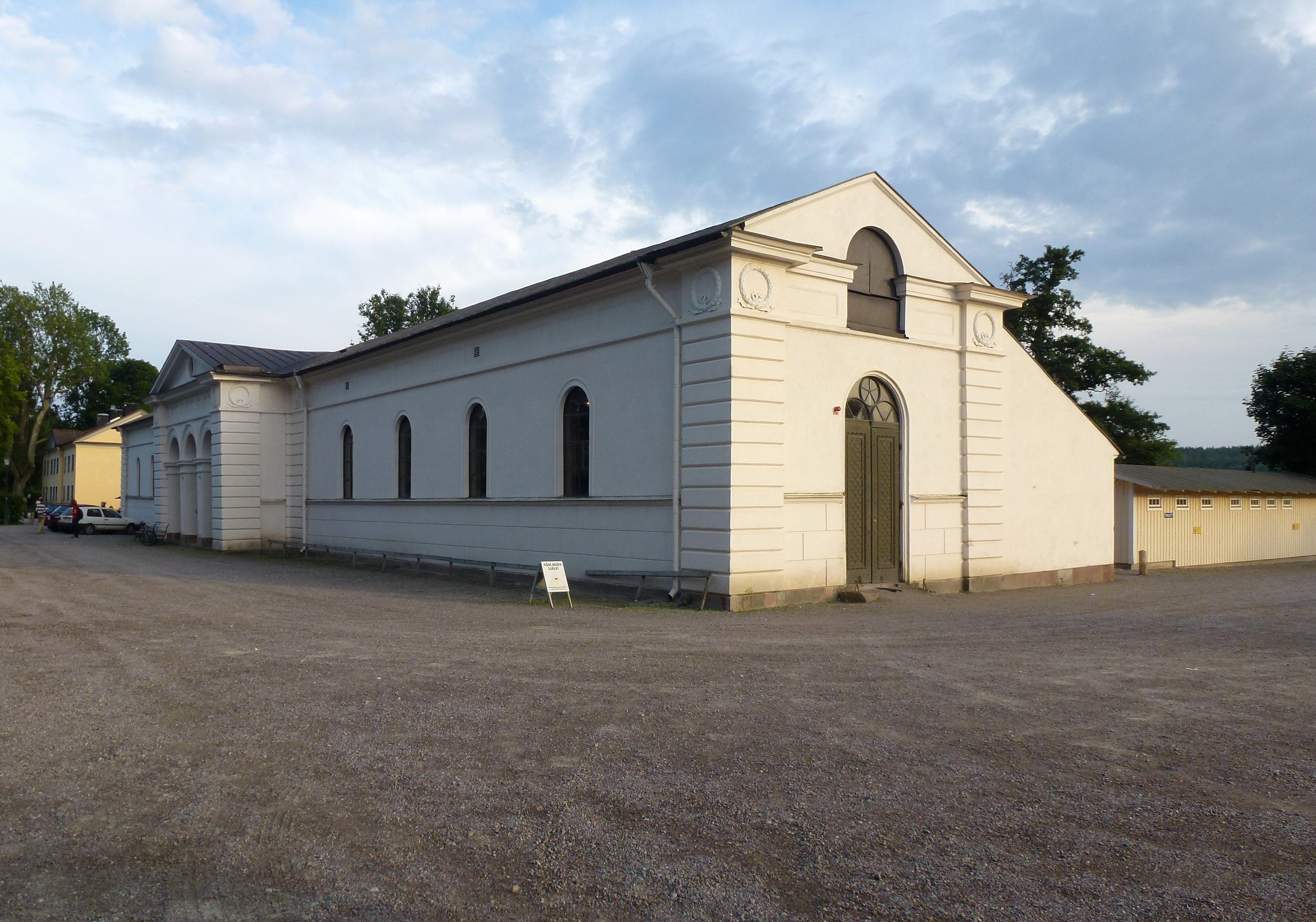
Фасади стайні з півночі.
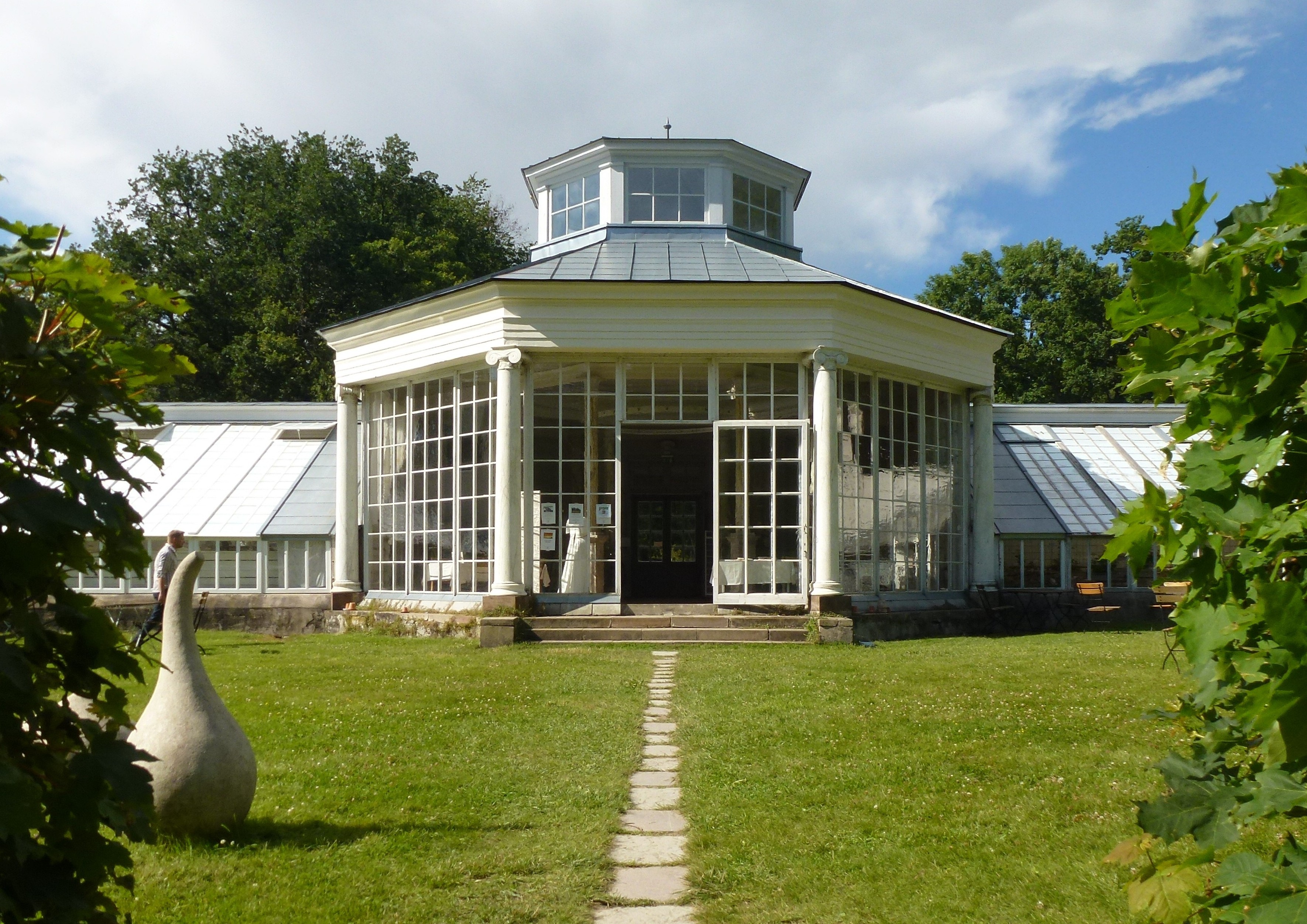
Оранжерея Оскара I.
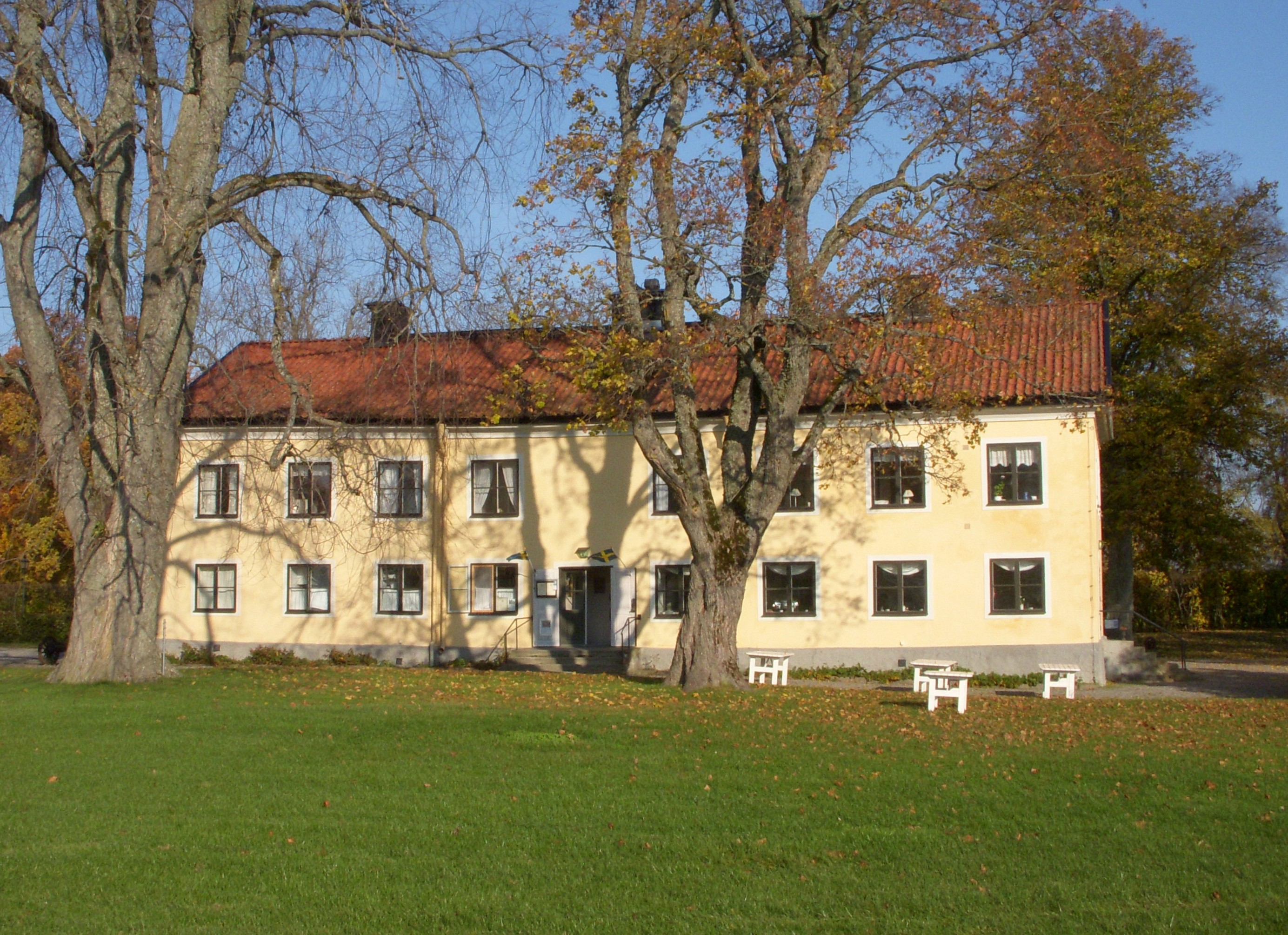
Готель "Tullgarns Värdshus".
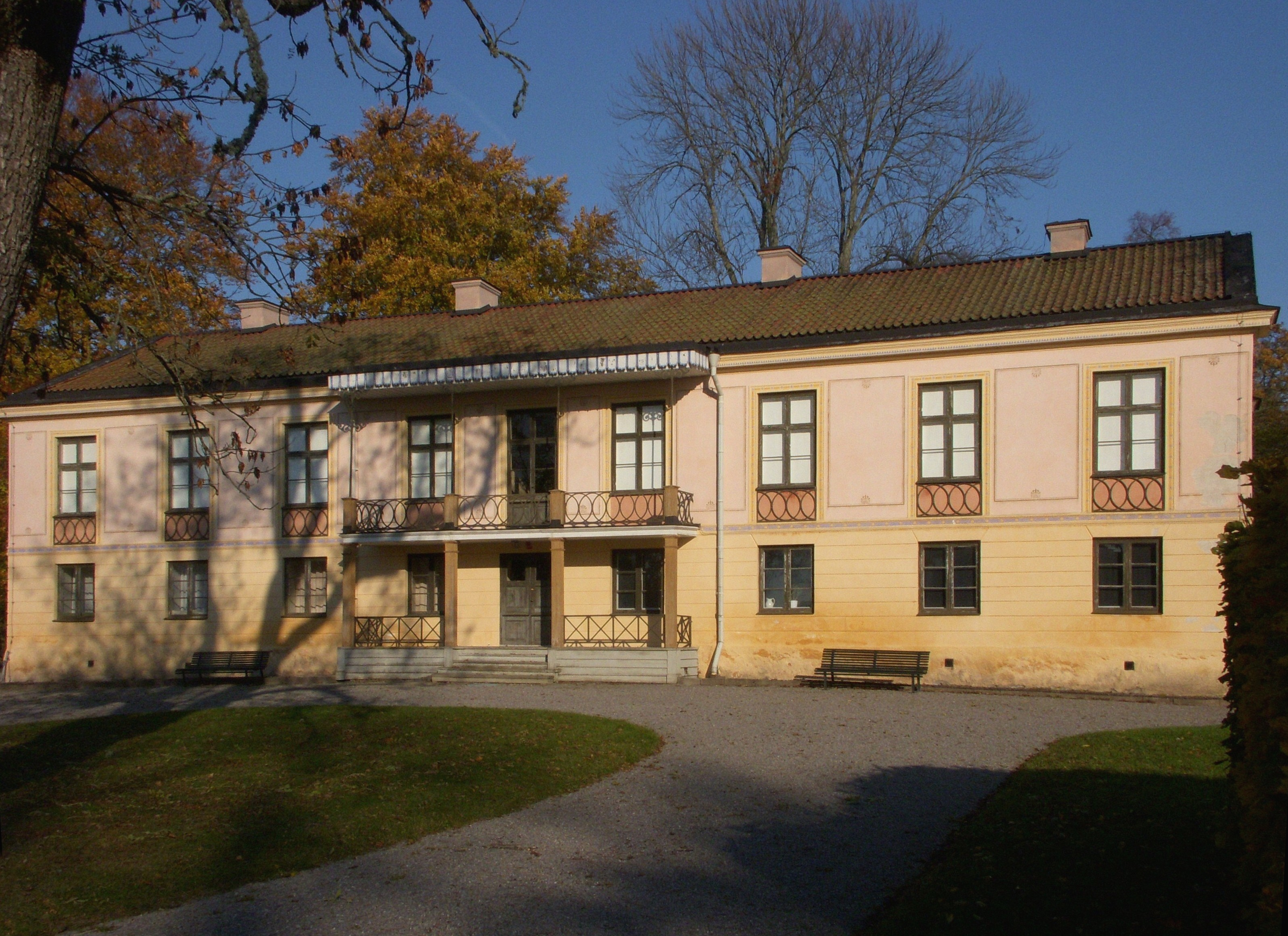
Кавалерійське крило.

### Tullgarns Värdshus
Навпроти Кавалерійського крила знаходиться готель «Tullgarns Värdshus». Будівля була добудована за часів герцога Фредріка Адольфа в 1790-х як резиденція пристава замку. Будинок дерев'яний з оштукатуреними фасадами. У 1845 він став корчмою, а з 1970-х був відкритий для відвідування. У 2004 верхній поверх (колишня резиденція ресторатора) був переобладнаний під B&B (вид міні-готелю, в якому з послуг для відвідувачів пропонуються нічліг та сніданок).

### Елінгі лазня
Лазня, яка сьогодні знаходиться біля замкового мосту, є залишками двох лазень, які знаходилися під фланкованим мостом за часів Густава V. Оригінальна пристань з лазнею та елінгом була спроектована в 1844 Георгом Теодором Кьовіцем. На той час колишній острів «Батгольмен» був об'єднаний з материком. Перша лазня мала передпокій та гардеробну з помпейянськими мотивами на стінах. З 1940-х міст має нинішній вигляд. Човновий будинок по сусідству, ймовірно, був побудований у 1880-х.

### Біологічні ставки
Біологічні ставки Тульґарна — це очисні споруди в районі замку, якими з 1996 керує Шведське агентство нерухомості. Завод може безперервно очищати стічні води від 150—200 кубометрів на добу. Дамба має гарний дизайн, водяні сходи та пішохідні доріжки. Це має бути першим кроком до адаптації циклу всієї зони довкола Тульґарна.

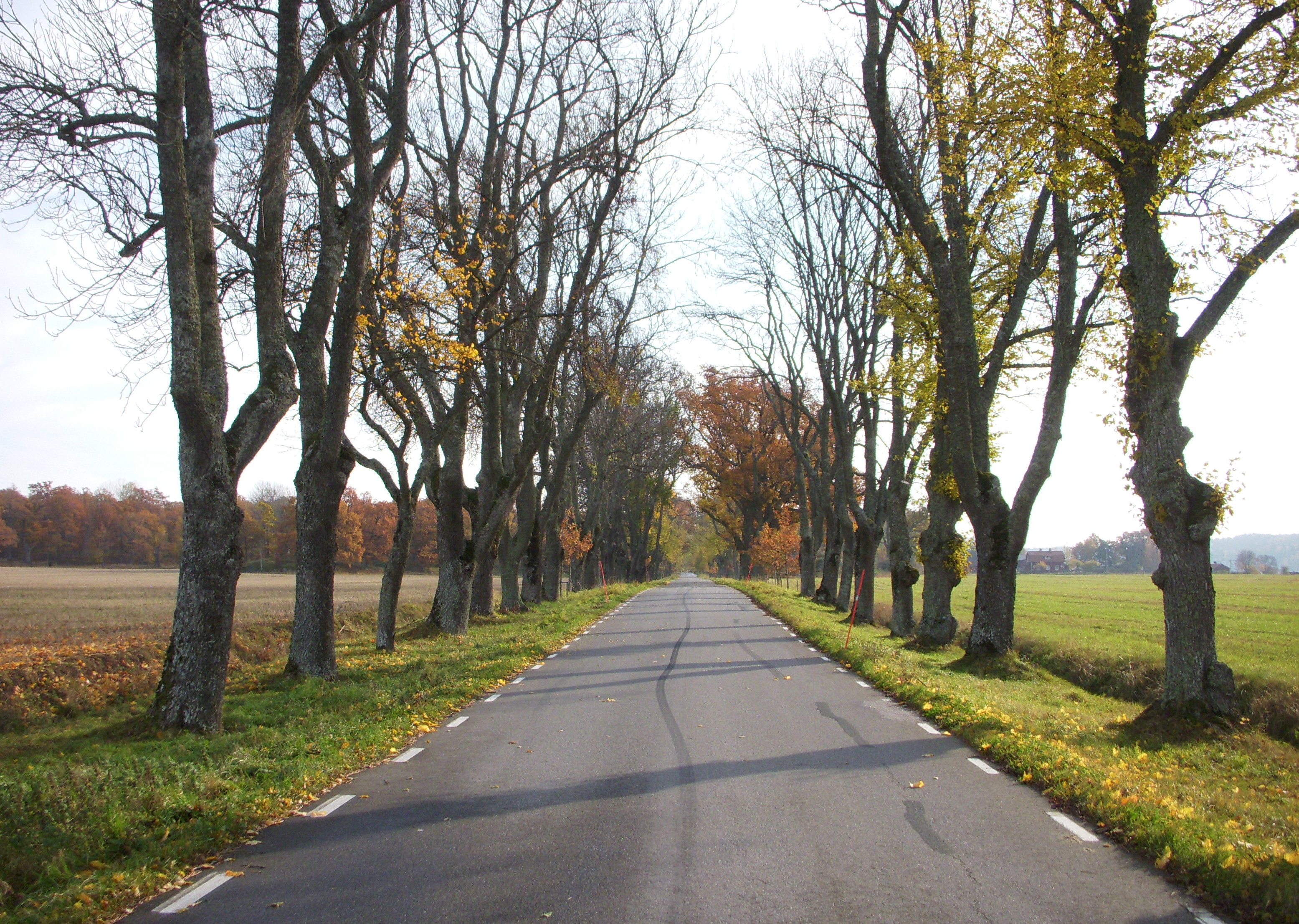
Тульґарнська алея
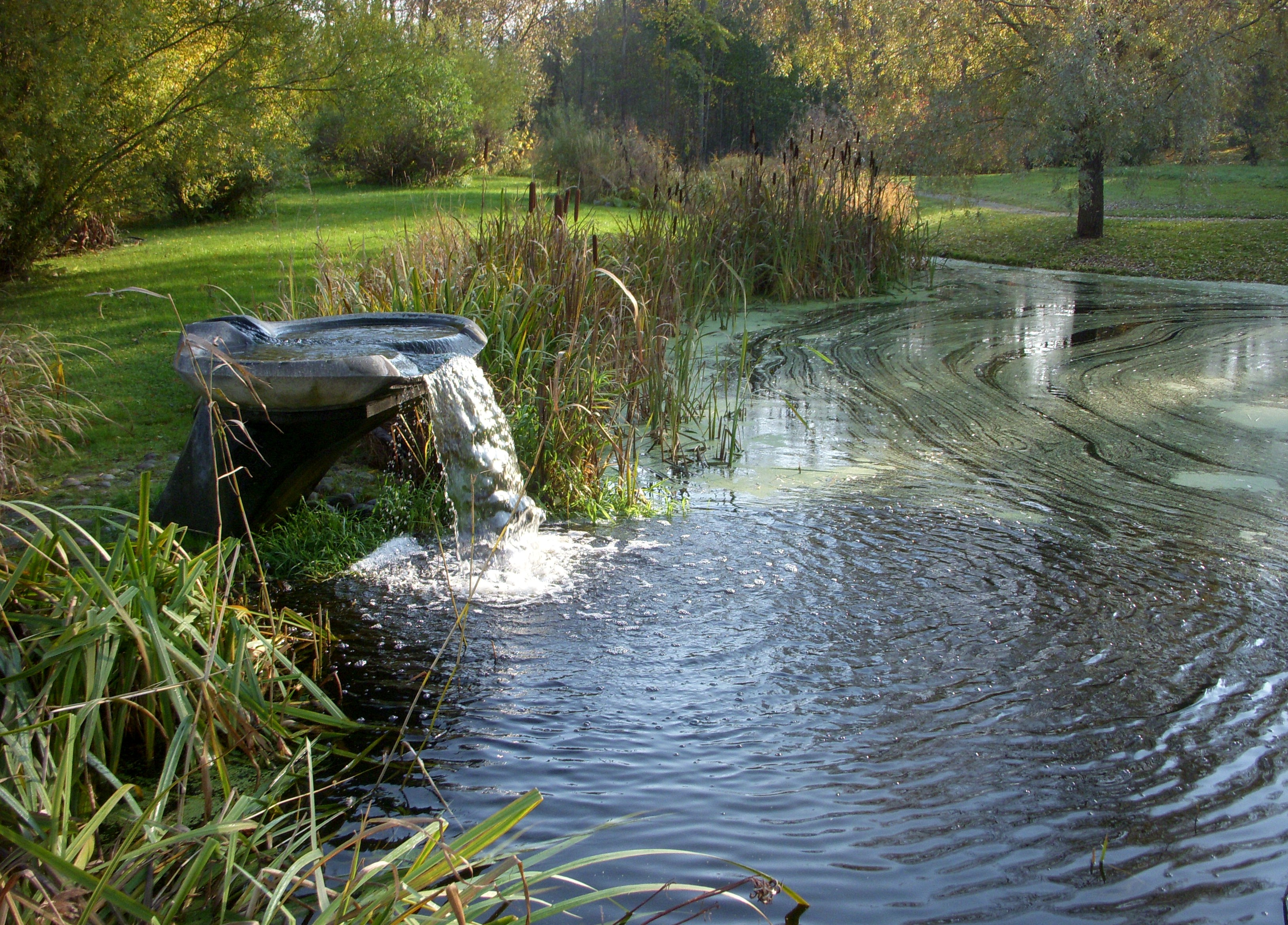
Біологічні ставки
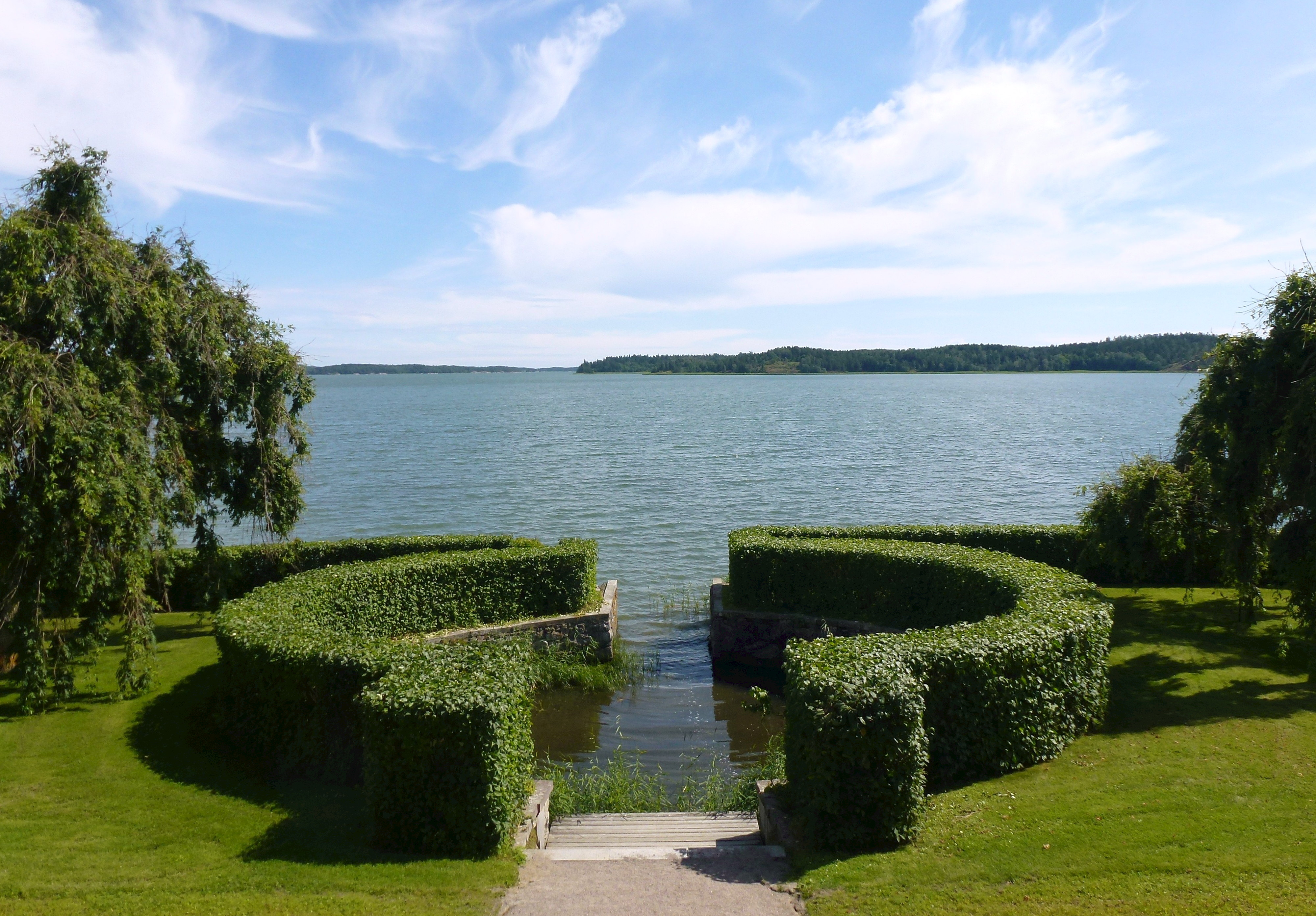
Порт
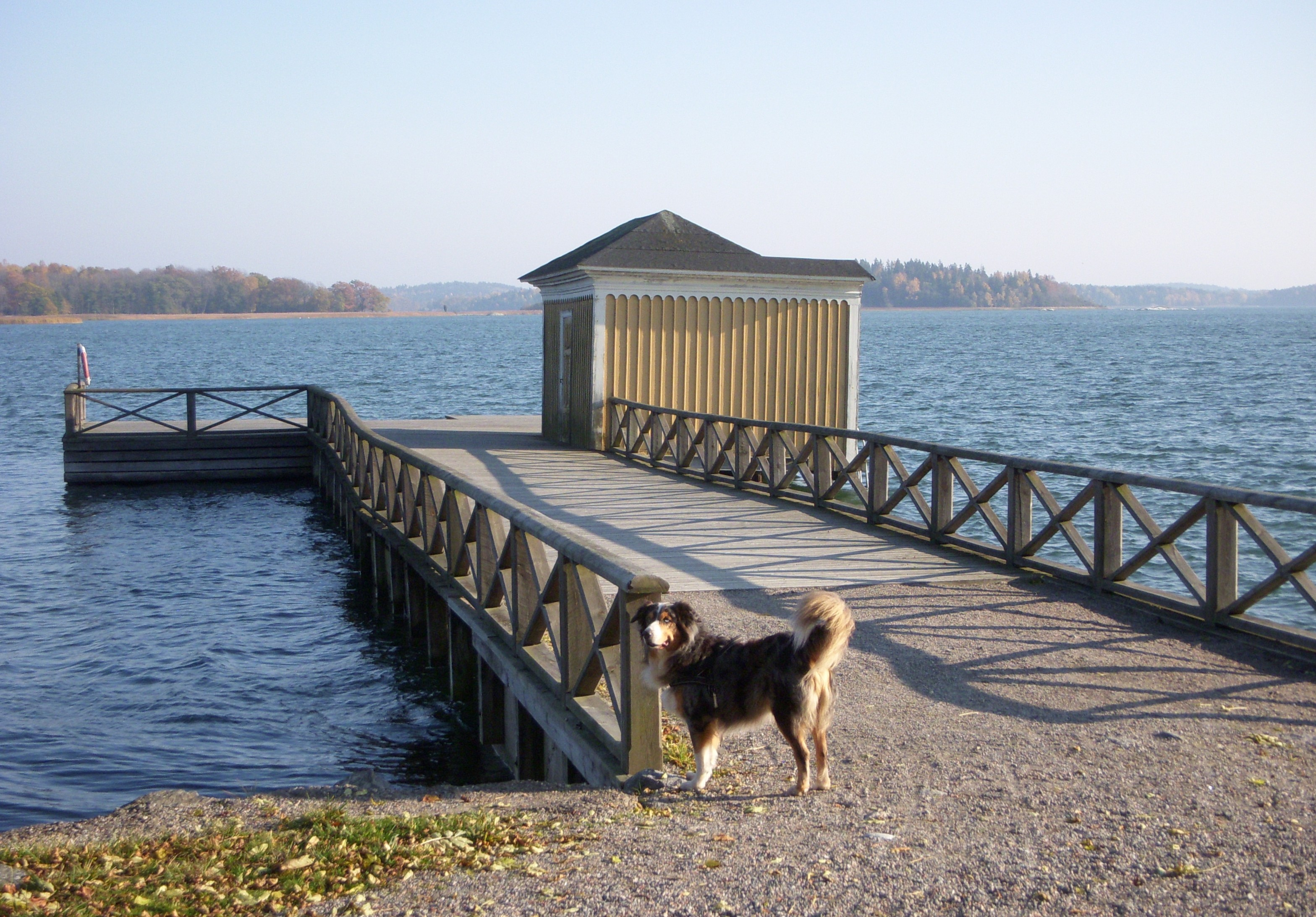
Пристань і лазня
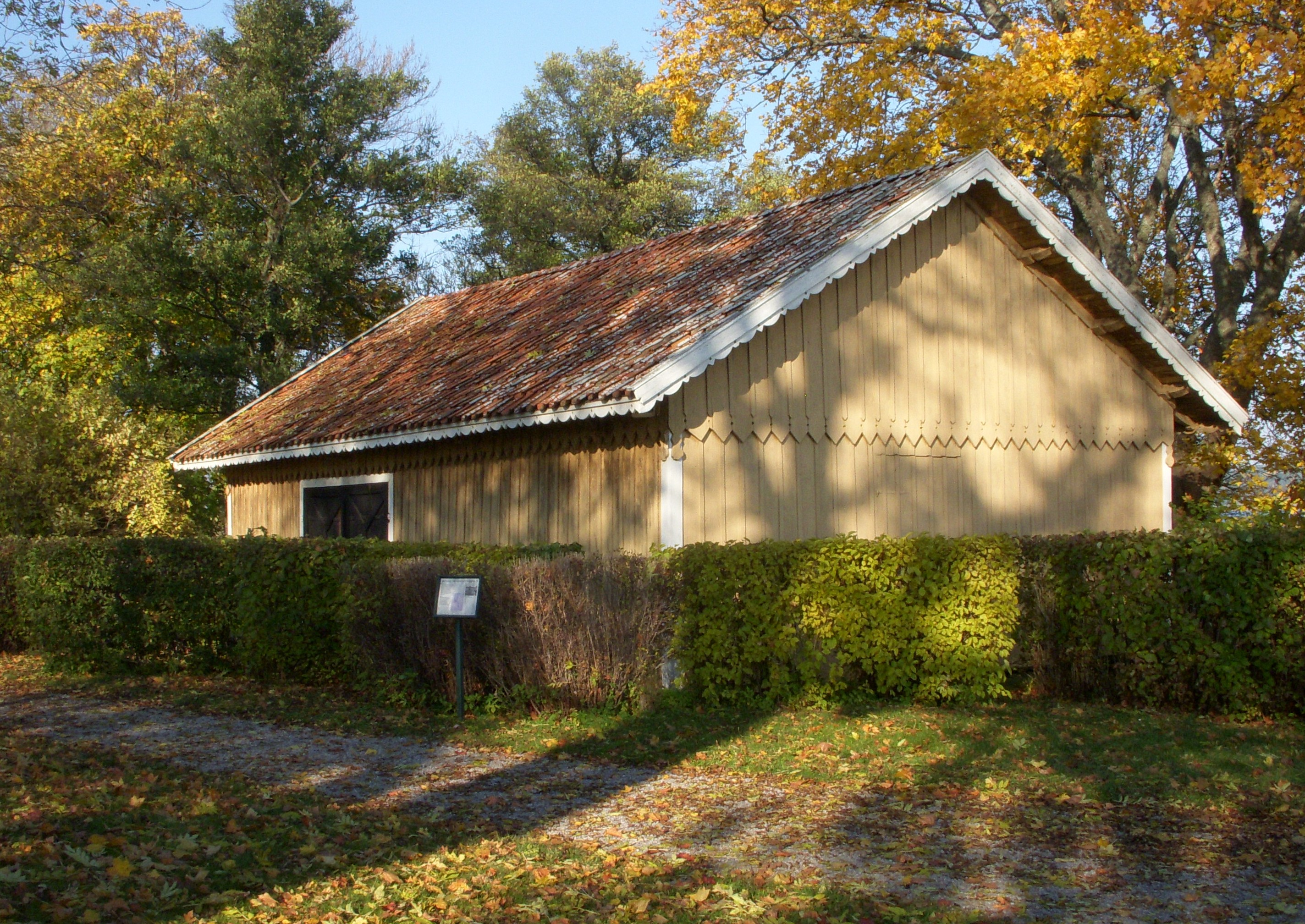
Елінг

### Друковані джерела
- Kjellberg, Sven T.; Artur Svensson och Boo Malmborg, (1966—1971). «De kungliga slotten, band 2». Slott och herresäten i Sverige: ett konst- och kulturhistoriskt samlingsverk. Malmö: Allhems Förlag AB. Libris 8207997